# 津島市

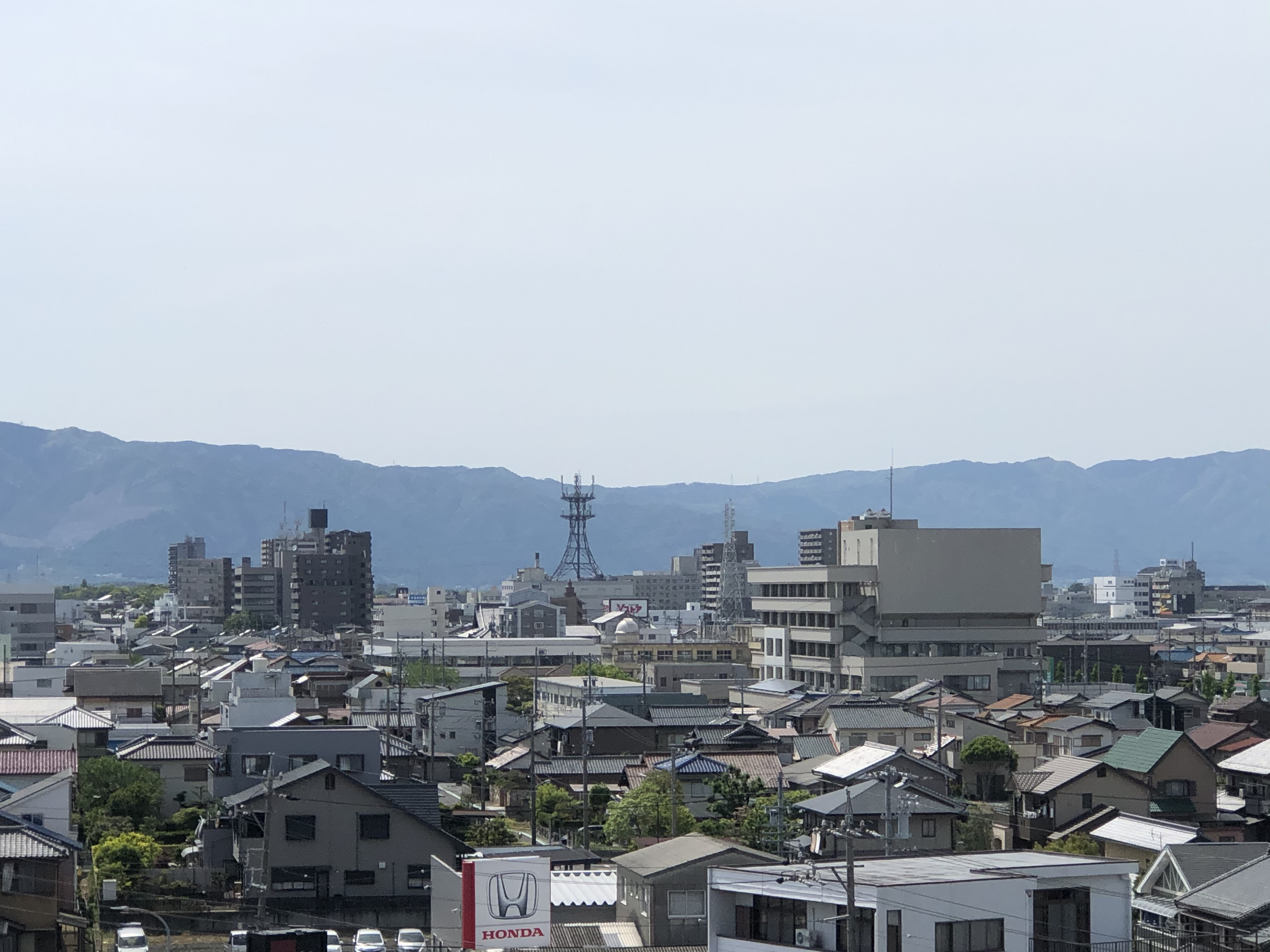
津島市中心市街地

津島市（つしまし）は、愛知県の西部に位置する市。
海部津島広域行政圏の中心で、国・県の施設も立地する。JAあいち海部とJA海部東の本部も置かれる。名古屋市より西に7キロメートルに位置しており、名古屋市のベッドタウンとなっている。

## 概要
鎌倉時代から、木曽三川を渡って尾張と伊勢を結ぶ要衝「津島湊」として発展した。また、全国天王信仰の中心地である「津島神社」の鳥居前町として、一時は尾張一豊かな町として知られた。その後、戦国時代に織田信定がこの地を押さえて、信長までの織田氏3代の経済的基盤が築かれた。
共通語では「つしま」と発音されるが、地元（名古屋弁）では「つしま」と発音されている。NHKでは、前者を全国向けの発音としつつ、後者の地元の発音も「地元放送局アクセント」として許容している。

## 地理

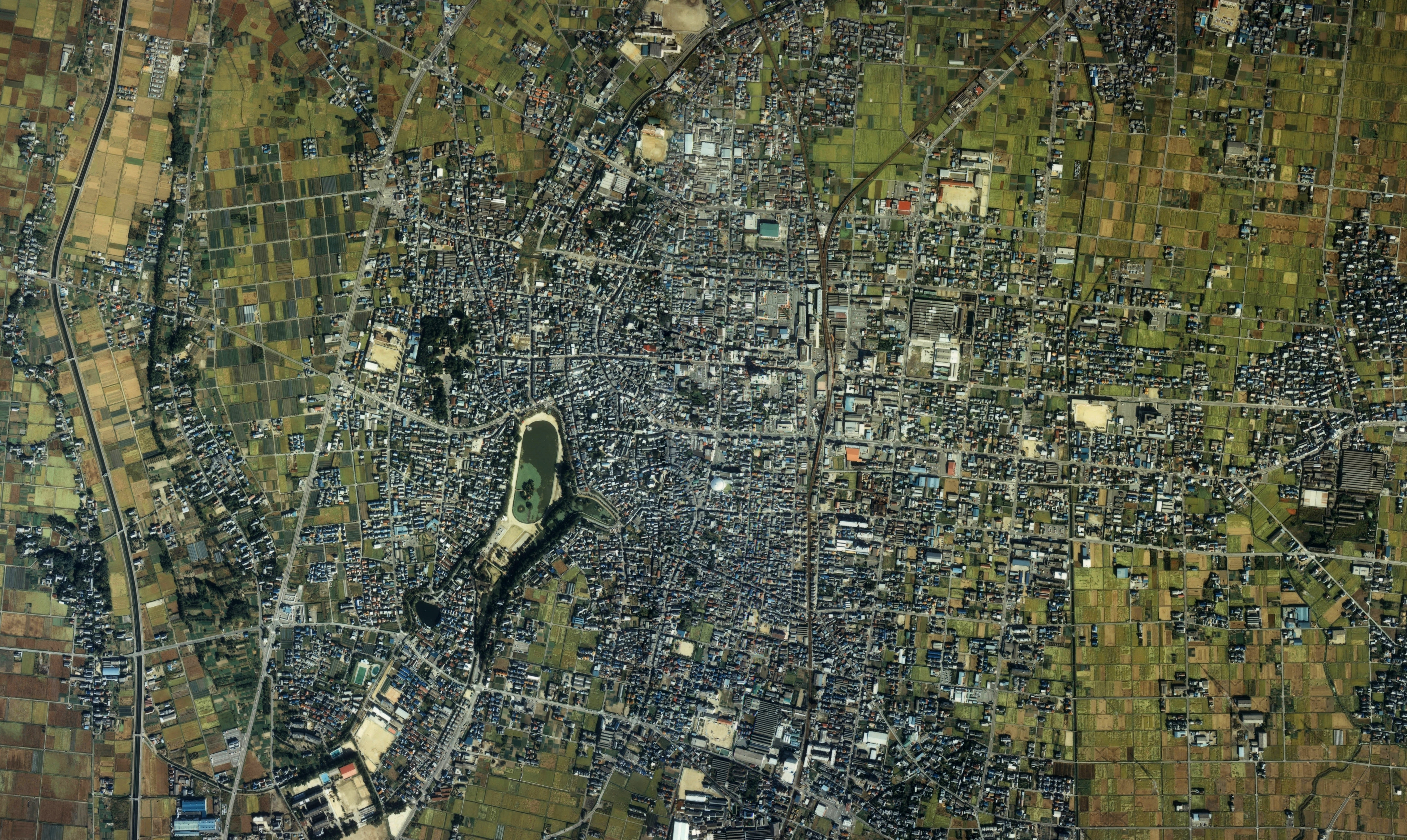
津島市中心部周辺の空中写真。
1987年撮影の3枚を合成作成。。

市域のほぼ全域が海抜ゼロメートル地帯である。

### 地形

#### 河川

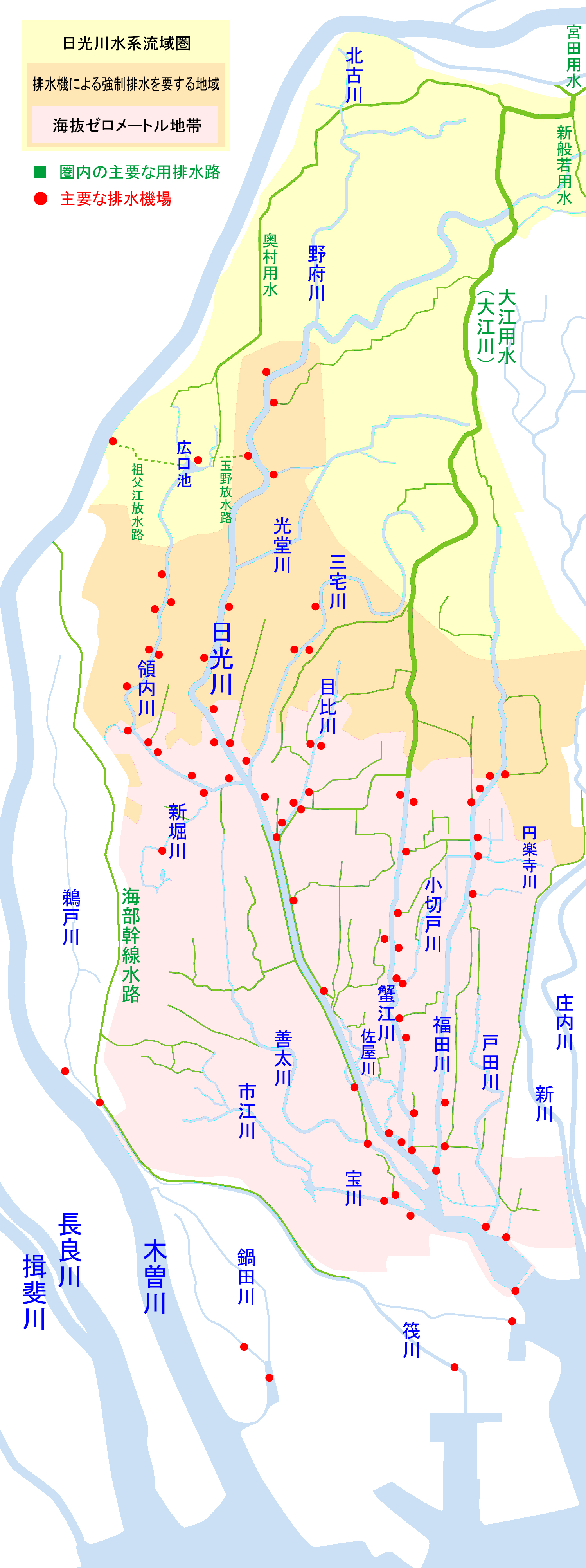
日光川水系の概略図

二級河川
新堀川
善太川
日光川
目比川
その他の河川
佐屋川
かつて存在した河川
佐屋川
天王川 - 江戸時代に廃川となった河川。天王川公園の「丸池」として残る。

### 人口
| |                                        |  |
| 津島市と全国の年齢別人口分布（2005年） | 津島市の年齢・男女別人口分布（2005年） |  |
| ■紫色 ― 津島市 ■緑色 ― 日本全国 | ■青色 ― 男性 ■赤色 ― 女性              |  |
| 津島市（に相当する地域）の人口の推移 \| 1970年（昭和45年） \| 51,441人 \| \| \| 1975年（昭和50年） \| 58,241人 \| \| \| 1980年（昭和55年） \| 59,049人 \| \| \| 1985年（昭和60年） \| 58,735人 \| \| \| 1990年（平成2年） \| 59,343人 \| \| \| 1995年（平成7年） \| 63,723人 \| \| \| 2000年（平成12年） \| 65,422人 \| \| \| 2005年（平成17年） \| 65,547人 \| \| \| 2010年（平成22年） \| 65,258人 \| \| \| 2015年（平成27年） \| 63,431人 \| \| \| 2020年（令和2年） \| 60,942人 \| \| |                                        |  |
| 総務省統計局 国勢調査より |                                        |  |
| 1970年（昭和45年） | 51,441人                               |  |
| 1975年（昭和50年） | 58,241人                               |  |
| 1980年（昭和55年） | 59,049人                               |  |
| 1985年（昭和60年） | 58,735人                               |  |
| 1990年（平成2年） | 59,343人                               |  |
| 1995年（平成7年） | 63,723人                               |  |
| 2000年（平成12年） | 65,422人                               |  |
| 2005年（平成17年） | 65,547人                               |  |
| 2010年（平成22年） | 65,258人                               |  |
| 2015年（平成27年） | 63,431人                               |  |
| 2020年（令和2年） | 60,942人                               |  |

### 隣接自治体
愛知県
愛西市
あま市
海部郡蟹江町

## 歴史

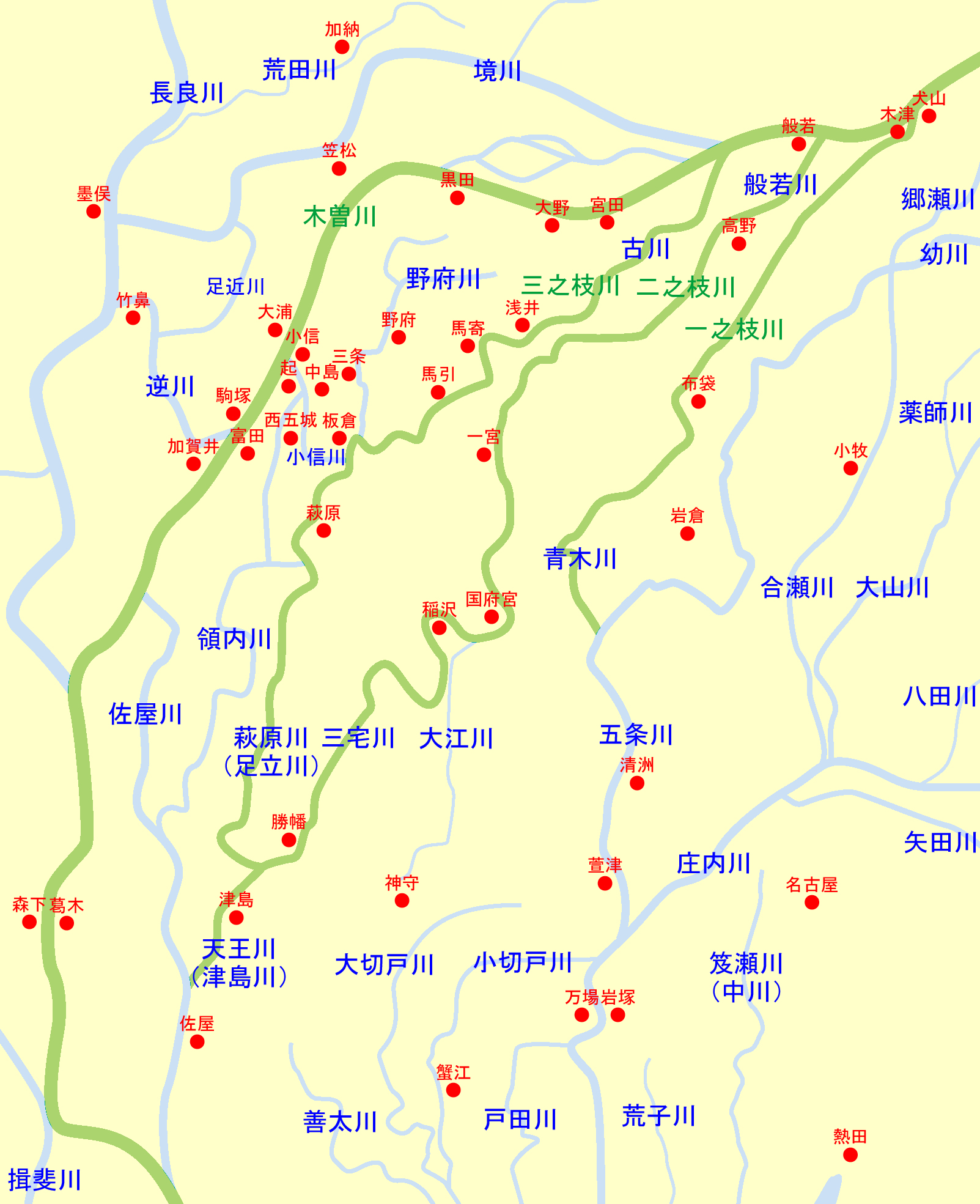
江戸時代初期の周辺地域の様子（緑は木曽川本川および主要派川）

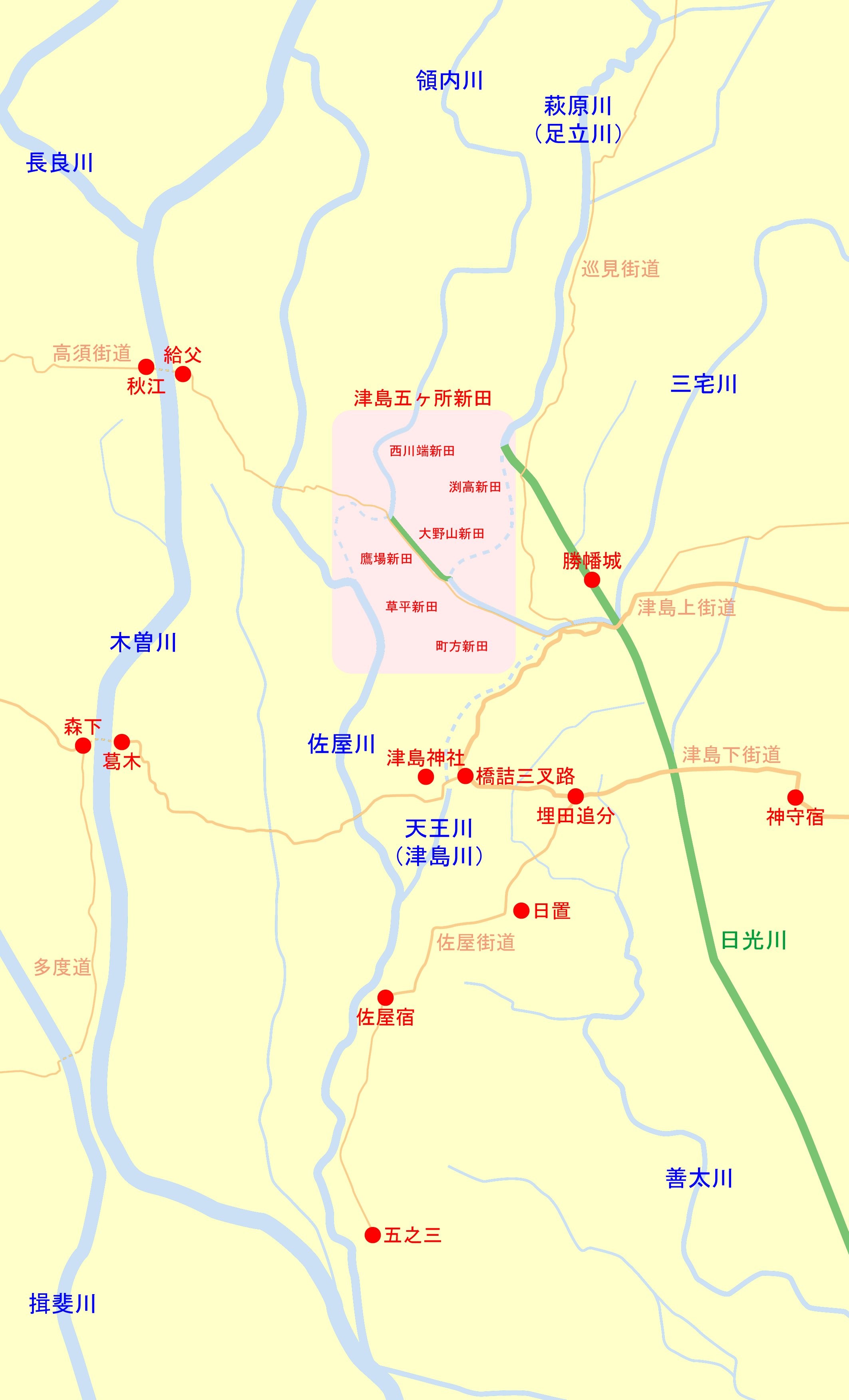
江戸時代末ごろの天王川周辺の位置関係図。破線は江戸時代初期ごろの旧河道、緑線・緑字は開削・付替後の新河道。橙線・橙字は主要街道、赤字は主要な地名など。

### 古代
現在確認されている、津島に人間の居住していた痕跡は、約2000年前、弥生時代中期のものが最初である。市内の寺野遺跡、埋田遺跡から、弥生時代の土器などが出土している。
飛鳥時代飛鳥京跡からは、「戊寅年十二月尾張海評津嶋五十戸」と書かれた木簡が出土しており、天武天皇7年（678年）と比定されている。すなわち、飛鳥時代には既に津嶋（津島）という集落が存在していた。
奈良時代また、寺野遺跡からは、白鳳期のものと推定される法隆寺式鐙瓦が出土し、古くから寺院が建立されていたことが推定されている。真偽は不明だが、「尾張國養老元年之図」として伝えられている地図には、養老元年（717年）現在の地図として、津島は本州から離れた、文字通りの島として描かれている。

### 中世
木曽川派川（木曽八流）の三之枝川（天王川）に面していたため、鎌倉時代以前から湊町として栄えた。
室町時代の1400年ごろに二之枝川が三之枝川に合流するように改修されると、二之枝川を経て交易圏が拡大したためにさらに栄えるようになる。

### 近世
海部地方（愛知県の中西部地域）の物資集散地並びに津島神社の門前町として、江戸時代には佐屋街道の宿場町として栄えていた。新田開発需要の高まりに応じて、津島五ケ所新田が開発された。
江戸時代中ごろに入ると佐屋川の河床上昇に伴って周辺河川の排水が悪化し、その対策として日光川が開削されたことで天王川は築留められたことで、天明5年（1785年）に津島湊は埋め立てられ湊町では無くなった。

### 近代
明治以降は紡績業の町として繁栄した。かつては繊維産業が盛んで東洋紡績津島工場などが存在していた。

### 現代
2016年（平成28年）12月、尾張津島天王祭がユネスコ無形文化遺産に登録された。

### 歴史
津島市は明治22年当時の津島町・神守村・百高村・益和村・越治村・野間村から構成されている。
明治
- 1871年（明治3年）- 津島村となる。
- 1889年（明治22年）10月1日 - 町村制の施行によって海東郡津島町が発足。

大正
- 1913年（大正2年）7月1日 - 海東郡と海西郡が合併して海部郡となり、海部郡津島町となる。
- 1925年（大正14年）4月1日 - 佐織町の一部を編入する。

昭和
- 1947年（昭和22年）3月1日 - 津島町が市制施行して津島市が発足。
- 1955年（昭和30年）1月1日 - 神守村を編入する。
- 1956年（昭和31年）4月1日 - 永和村の一部を編入する。

平成
- 2016年（平成28年）12月1日 - 尾張津島天王祭の車楽舟行事などの「山・鉾・屋台行事」がユネスコ無形文化遺産に登録。

## 行政
中学校3年生までの医療費完全無料化、18歳までについては所得制限付きで無料化となっており県内でトップクラスの子ども医療費助成制度を実施している。

### 市長
- 市長：日比一昭（2014年4月27日就任、2期目）

| 代    | 氏名         | 就任日        | 退任日        | 備考                                               |
| ----- | ------------ | ------------- | ------------- | -------------------------------------------------- |
| 1     | 平野幸右ヱ門 | 1947年4月9日  | 1951年4月4日  |                                                    |
| 2     | 横井兵一     | 1951年4月27日 | 1955年4月14日 |                                                    |
| 3     | 水谷雄二     | 1955年5月1日  | 1959年4月30日 |                                                    |
| 4-5   | 竹内節雄     | 1959年5月1日  | 1967年4月1日  |                                                    |
| 6-7   | 林儀一       | 1967年4月28日 | 1975年4月27日 |                                                    |
| 8-11  | 井桁克       | 1975年4月28日 | 1988年2月1日  | 選挙違反による連座制失職前に辞職                   |
| 12-14 | 山田克己     | 1988年3月13日 | 2000年3月12日 |                                                    |
| 15    | 水谷尚       | 2000年3月13日 | 2003年4月30日 | 健康上の理由により辞職                             |
| 16-17 | 三輪優       | 2003年5月1日  | 2003年7月     | 選挙違反により引責辞職                             |
| 16-17 | 三輪優       | 2003年8月10日 | 2007年4月30日 | やり直し選挙で当選                                 |
| 18-19 | 伊藤文郎     | 2007年5月1日  | 2014年3月31日 | 津島市民病院の経営問題をめぐる発言の責任をとり辞職 |
| 20-21 | 日比一昭     | 2014年4月27日 | 現職          |                                                    |

### 財政
- 平成18年度
  - 財政力指数 0.78 愛知県市町村平均 1.05
  - 経常収支比率 85.5%
  - 標準財政規模 118億9974万円
  - 人口一人当たりの人件費件費等決算額 10万3415円 愛知県市町村平均 11万2923円
  - 人口一人当たり地方債現在高 27万5843円 普通会計分のみ 愛知県市町村平均 41万3904円
  - 実質公債費比率 10.2% 愛知県市町村平均 13.6%
  - 人口1000人当たり職員数 7.16人
    - 内訳 一般職員386人（うち技能労務職11人） 教育公務員 14人 消防職員 71人 合計 471人

  - 市職員一人当たり平均給料月額 33万9400円 すべての職員手当を含まない数字
  - 市職員一人当たり人件費概算値（年額）910万8038円 （人件費/職員数）
  - ラスパイレス指数 93.4 全国町村平均　93.9
  - 普通会計歳出に占める人件費比率 24.7%

地方債等の残高
1. 普通会計分の地方債 181億4100万円
2. 特別会計分の地方債 223億8200万円
内訳 市民病院事業会計分 154億6900万円 上水道事業会計分 30億5900万円 流域関連公共下水道事業特別会計 21億4800万円 など
3. 関係する一部事務組合分の債務 28億8378万円
海部地区環境事務組合 地方債残高 137億9800万円 負担割合 20.9% 債務x負担割合 → 28億8378万円
4. 第三セクター等の債務保証等に係る債務 2億5700万円 （海部津島土地開発公社分）

地方債等の残高合計 436億6378万円 （連結会計）
津島市民一人当たり地方債等の残高 66万3926円 （連結会計）

### 姉妹都市・提携都市

#### 日本国外
姉妹都市
ハーキュリーズ市（アメリカ合衆国 カリフォルニア州）
1981年（昭和56年）11月5日 - 姉妹都市提携に調印。1979年に津島市が、省エネルギーに取り組むために、米国カリフォルニア州下院議員に、米国で同じように取り組む都市との仲立ち依頼したことが契機となった。
フレンドシップ相手国
2005年（平成17年）に開催された愛知万博では「一市町村一国フレンドシップ事業」が行われた。名古屋市を除く愛知県内の市町村が120の万博公式参加国をフレンドシップ相手国として迎え入れた。
カメルーン共和国
パキスタン・イスラム共和国

#### 日本国内
提携都市
江南市（中部地方 愛知県）
2004年（平成16年）9月1日 災害時相互応援協定締結。
藤岡市（関東地方 群馬県）
2004年（平成16年）9月1日 災害時相互応援協定。
春日部市（関東地方 埼玉県）
2004年（平成16年）9月1日 災害時相互応援協定。

## 議会

### 市議会
- 定数：18人[13]
- 任期：2019年5月1日 - 2023年4月30日[14]
- 議長：日比野郁郎（新市民クラブ）
- 副議長：安井貴仁（津島自由クラブ）

| 会派名           | 議席数 | 議員名（◎は代表者）                       |
| ---------------- | ------ | ----------------------------------------- |
| 新市民クラブ     | 4      | ◎日比野郁郎、西山良夫、加藤哲司、伊藤久夫 |
| 改革クラブ       | 3      | ◎加藤則之、沖廣、垣見啓之                 |
| 津島自由くらぶ   | 3      | ◎安井貴仁、安井貴仁、浅井英昭             |
| 日本共産党議員団 | 2      | ◎伊藤恵子、太田幸江                       |
| 公明党つしま     | 2      | ◎本田雅英、森口達也                       |
| 無会派           | 4      | 宇藤久子、上野聡久、山田真功、長屋大和    |
| 計               | 18     |                                           |

### 県議会
愛知県議会
- 選挙区：津島市選挙区
- 定数：1人
- 任期：2019年4月30日 - 2023年4月29日
- 投票日：2019年4月7日
- 当日有権者数：52,286人[15]
- 投票率：24.57％[15]

| 候補者名 | 当落 | 年齢 | 党派名     | 新旧別 | 得票数   |
| -------- | ---- | ---- | ---------- | ------ | -------- |
| 中野治美 | 当   | 63   | 自由民主党 | 現     | 10,265票 |
| 鬼松成剛 | 落   | 28   | 諸派       | 新     | 2,085票  |

### 衆議院
- 選挙区：愛知9区 （津島市、稲沢市、愛西市、弥富市、あま市、大治町、蟹江町、飛島村）
- 任期：2024年10月27日 - 2028年10月26日
- 投票日：2024年10月27日
- 当日有権者数：377,902人[16]
- 投票率：52.01％

| 当落 | 候補者名 | 年齢 | 所属党派   | 新旧別 | 得票数   | 重複 |
| ---- | -------- | ---- | ---------- | ------ | -------- | ---- |
| 当   | 岡本充功 | 53   | 立憲民主党 | 元     | 91,152票 | ○    |
| 比当 | 長坂康正 | 67   | 自由民主党 | 前     | 78,726票 | ○    |
|      | 伊藤恵子 | 71   | 日本共産党 | 新     | 19,899票 |      |

## 国家機関
- 愛知労働局
  - 津島労働基準監督署
  - 津島公共職業安定所

国税庁
名古屋国税局 津島税務署
- 名古屋法務局 津島支局

検察庁
名古屋地方検察庁 津島区検察庁 -（津島市・愛西市・弥富市・あま市・海部郡）を管轄
- 津島簡易裁判所 -（津島市・愛西市・弥富市・あま市・海部郡）を管轄

## 施設

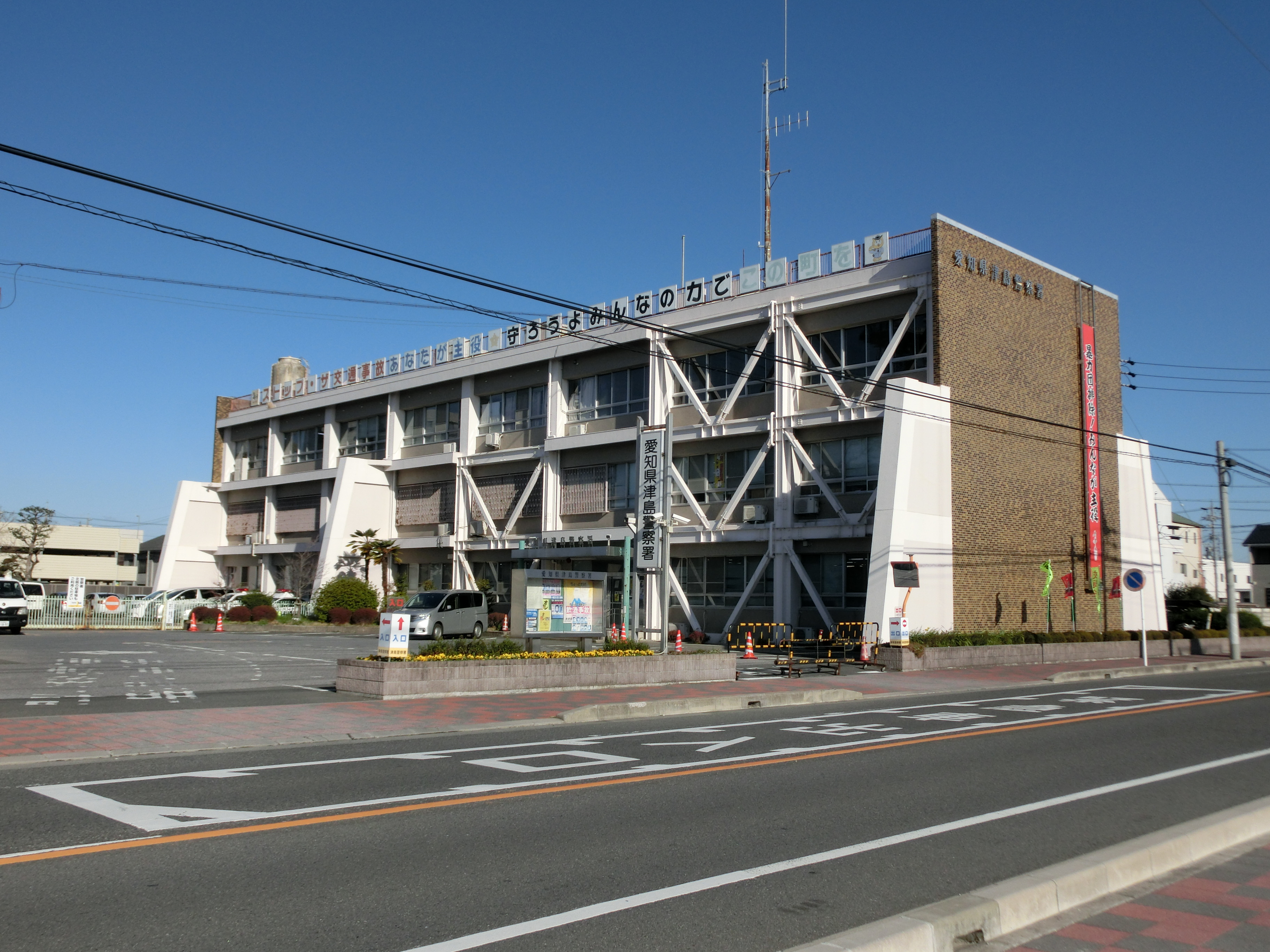
津島警察署

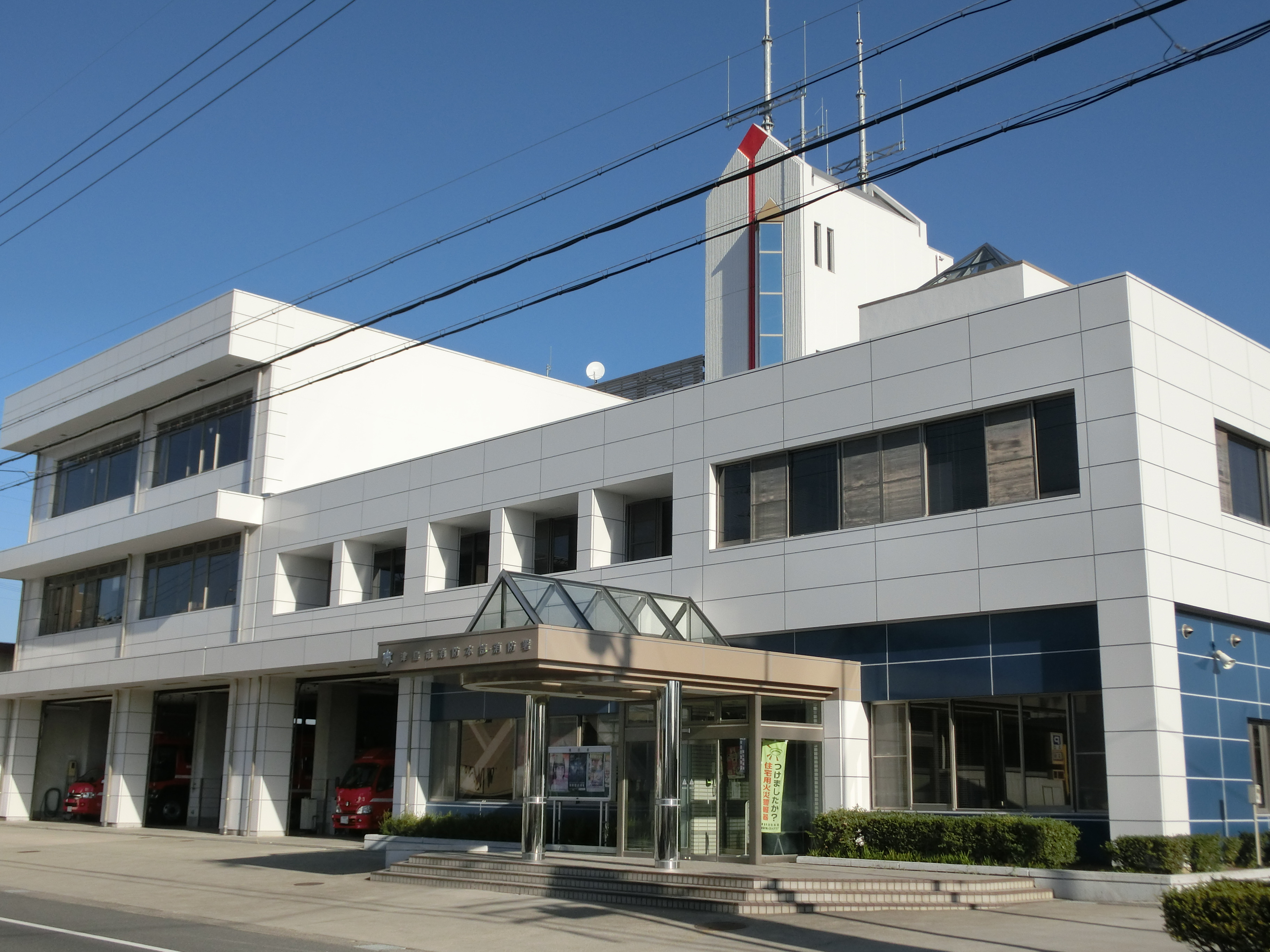
津島市消防本部

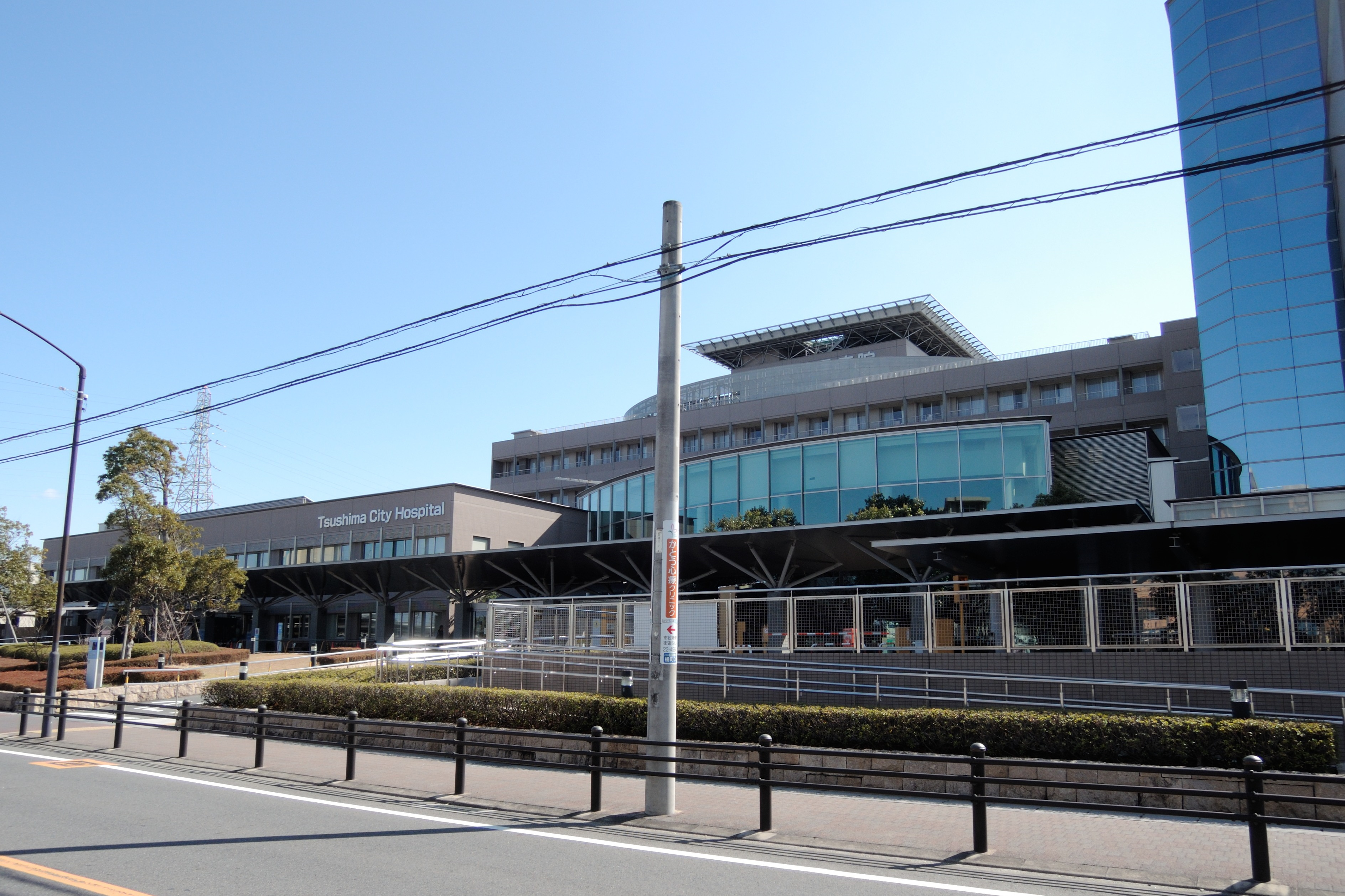
津島市民病院

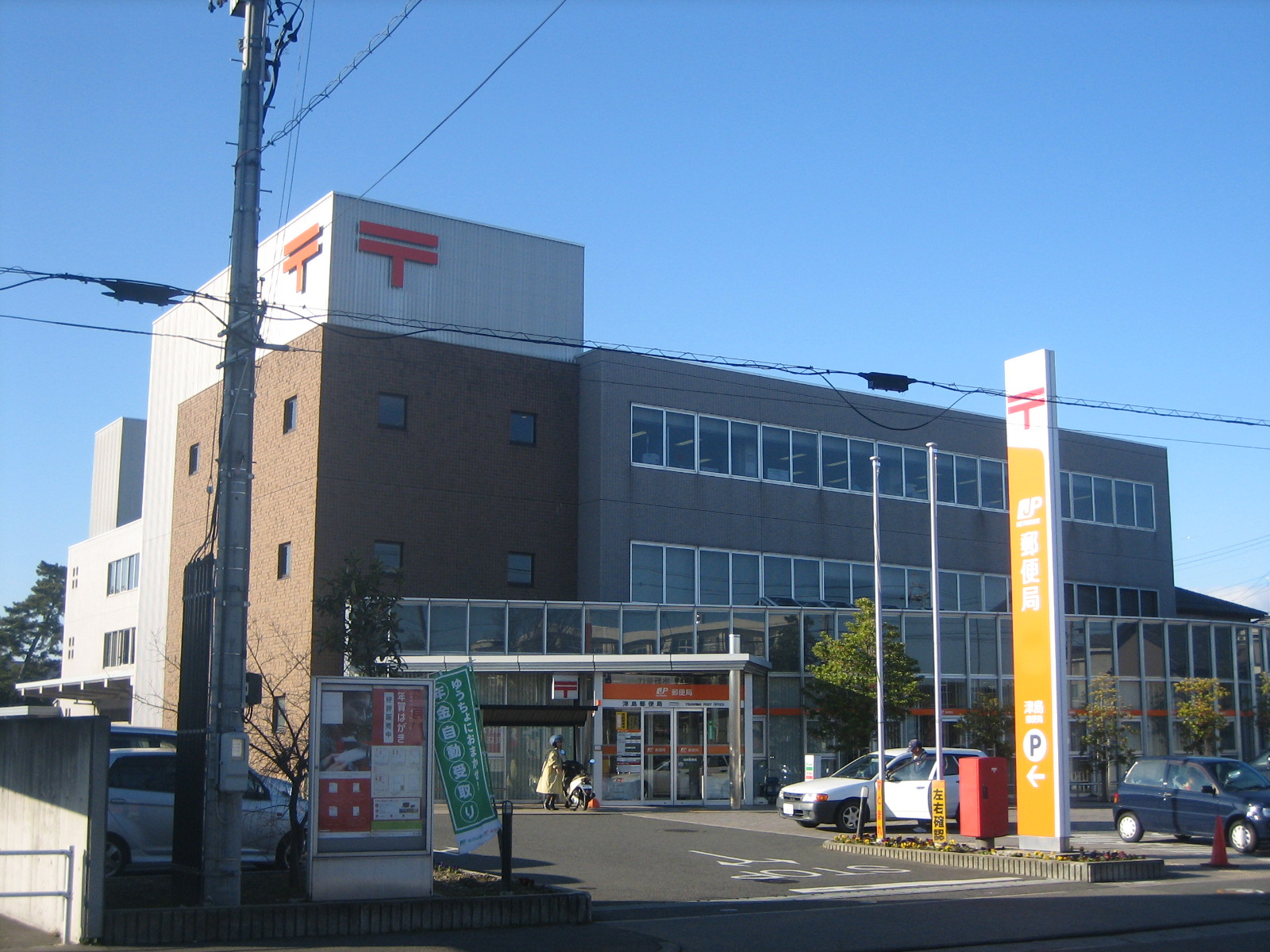
津島郵便局

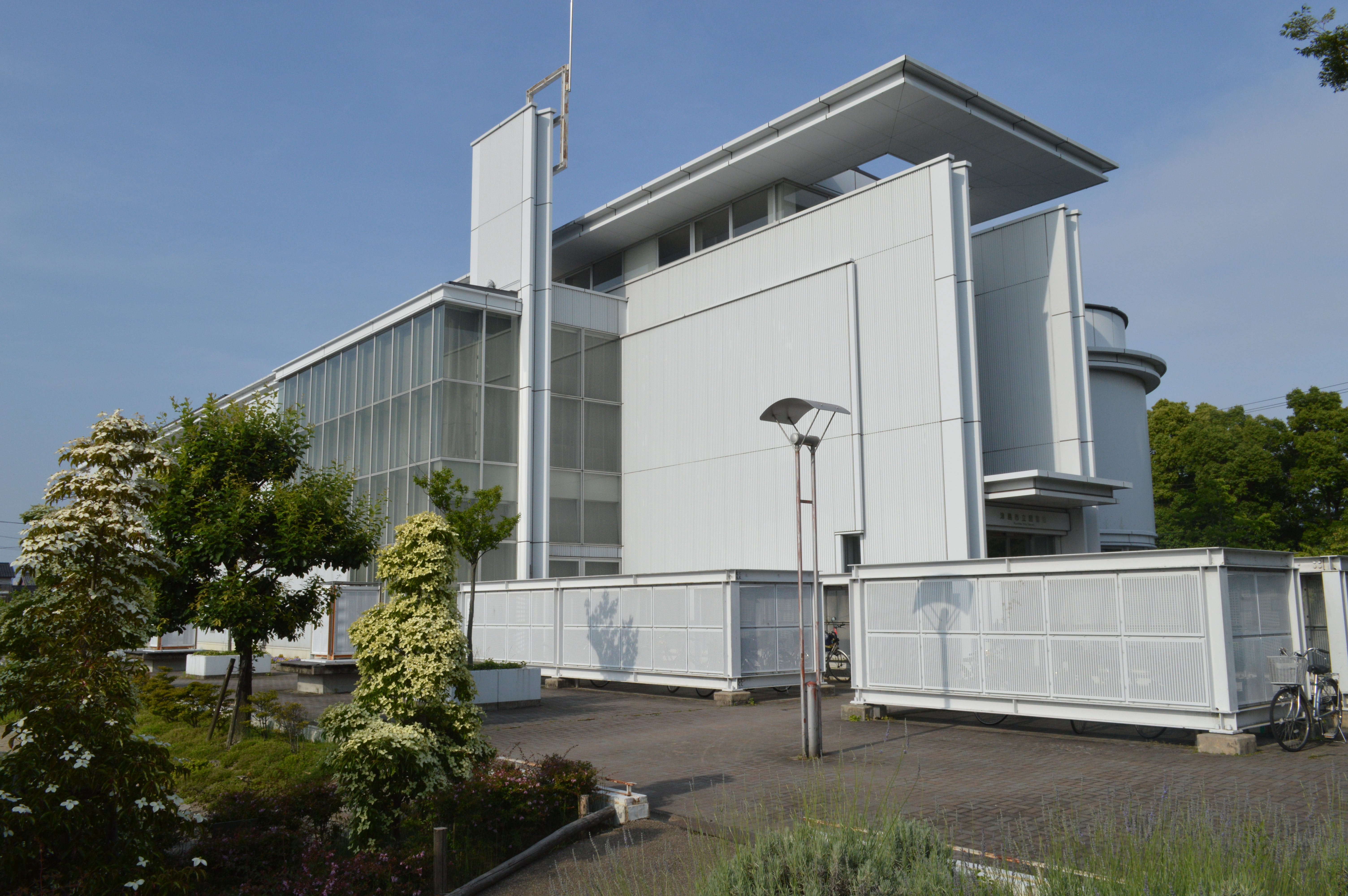
津島市立図書館

### 警察
本部津島警察署 -（津島市・愛西市・あま市・海部郡大治町）を管轄
交番
津島駅前交番（津島市藤浪町1丁目）
神守交番（津島市神守町）
愛宕交番（津島市西愛宕町2丁目）
天王交番（津島市南門前町1丁目）

### 消防
本部津島市消防本部
消防署
津島市消防署（津島市埋田町）

### 医療
- 津島市民病院
- 医療法人宏徳会安藤病院

### 郵便局
- 神守郵便局
- 津島郵便局
- 津島青塚郵便局
- 津島駅前郵便局
- 津島古川郵便局
- 津島南本町郵便局
- 津島門前郵便局
- ゆうちょ銀行 ヨシヅヤ津島本店内出張所

### 図書館
- 津島市立図書館

### 文化施設
教育施設
津島市生涯学習センター
津島市立児童科学館
津島市立中央児童館
交流施設
津島市文化会館

## 経済

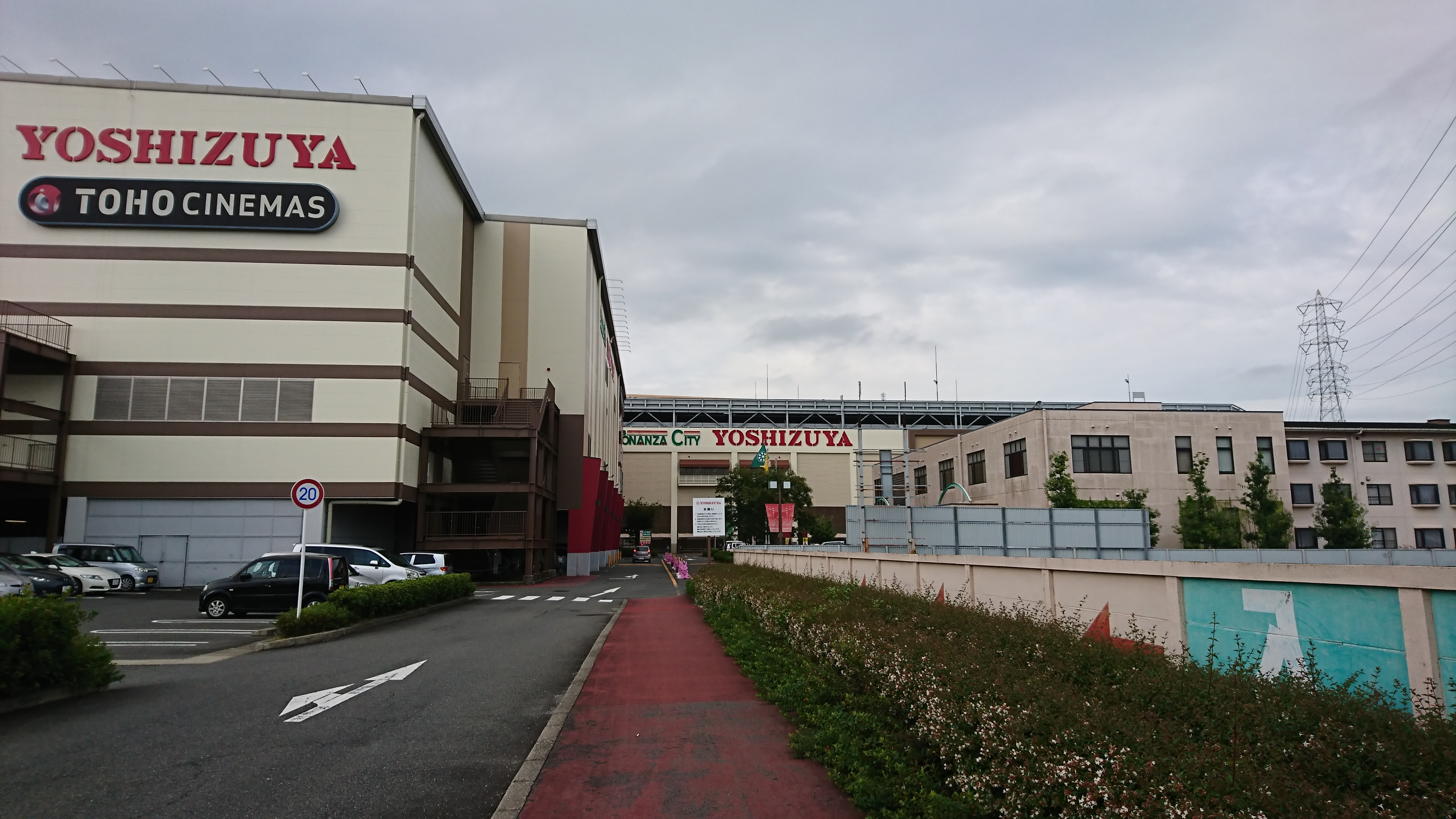
ヨシヅヤ津島本店

### 第一次産業

#### 農業
農協
あいち海部農業協同組合（JAあいち海部）
海部東農業協同組合（JA海部東）

### 第三次産業

#### 商業
近世の津島は「信長の台所」と呼ばれ､尾張国の商都であった歴史を持つ。そのため、ヨシヅヤやアオキスーパーなど広域展開している食品スーパーの本社や本店が津島市に所在する。また、ガソリンスタンド宇佐美鉱油の本社所在地でもある。近年、東名阪自動車道に近い高台寺地区に地方卸売市場流通センターや各企業倉庫など多く置かれる物流拠点となっている。
主な商業施設
ヨシヅヤ 本店・津島北テラス店
Yストア唐臼・津島駅東店
アルテ津島
エディオン津島店
ケーズデンキ津島店
ジェームス津島神守店
TSUTAYA津島店
フィール津島店
ブックオフ津島店
ブックタウン津島店
マックスバリュ津島江西店
ヤマナカ神守店
ロイヤルホームセンター津島店

### 津島市に本社を置く企業
- 宇佐美鉱油
- 片岡毛織（現在は廃業、旅行代理店事業なども行っていた）
- 昭和機械（ボウリング場をはじめとする娯楽施設「サンガーデン」などを運営）
- 津島ガス（都市ガス事業）
- 西尾張シーエーティーヴィ（ケーブルテレビ「クローバーTV」、コミュニティ放送「エフエムななみ」）
- 長田広告
- 野田塾（学習塾の運営）
- 三菱重工メイキエンジン
- ヨシヅヤ

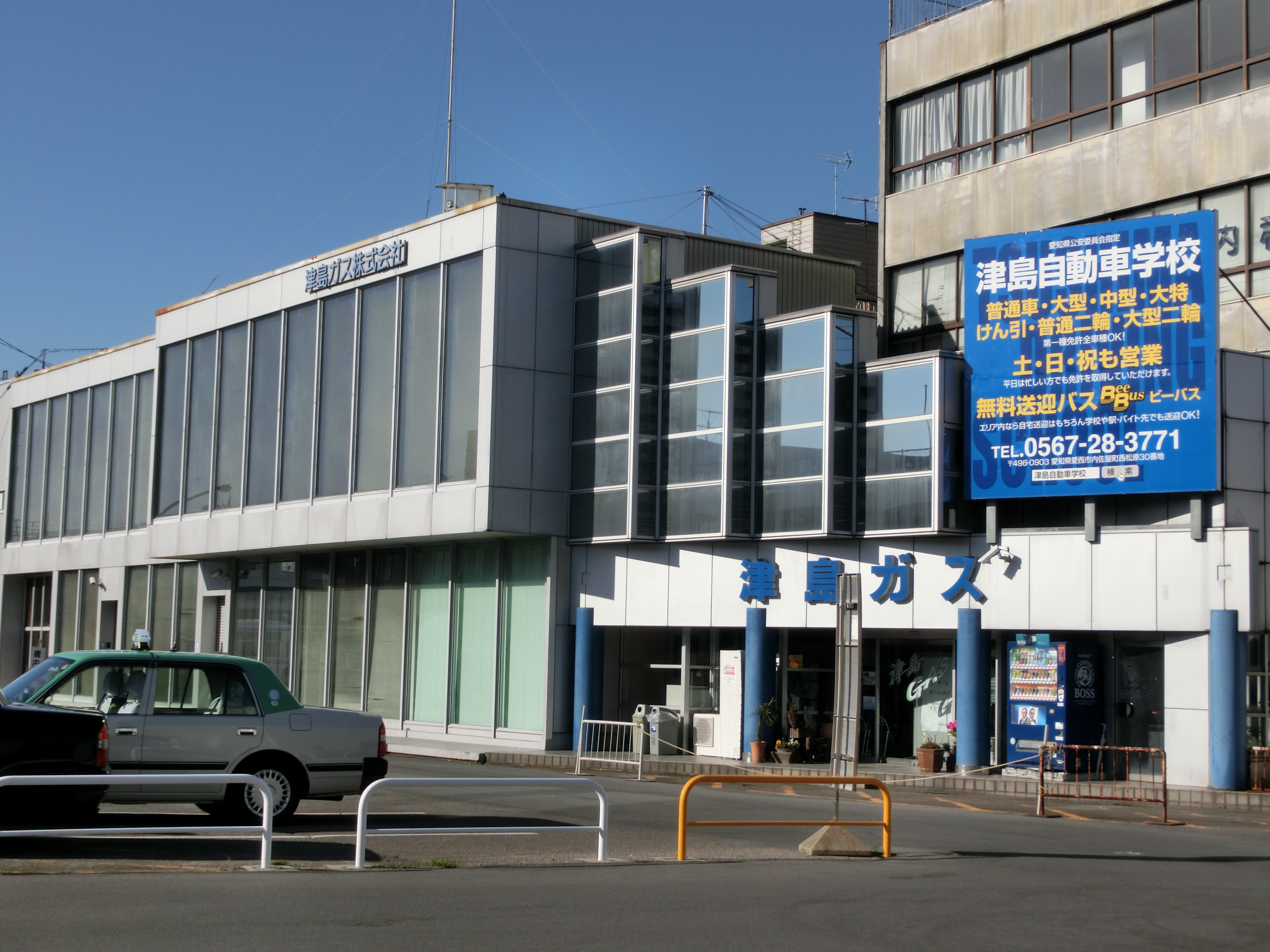
津島ガス
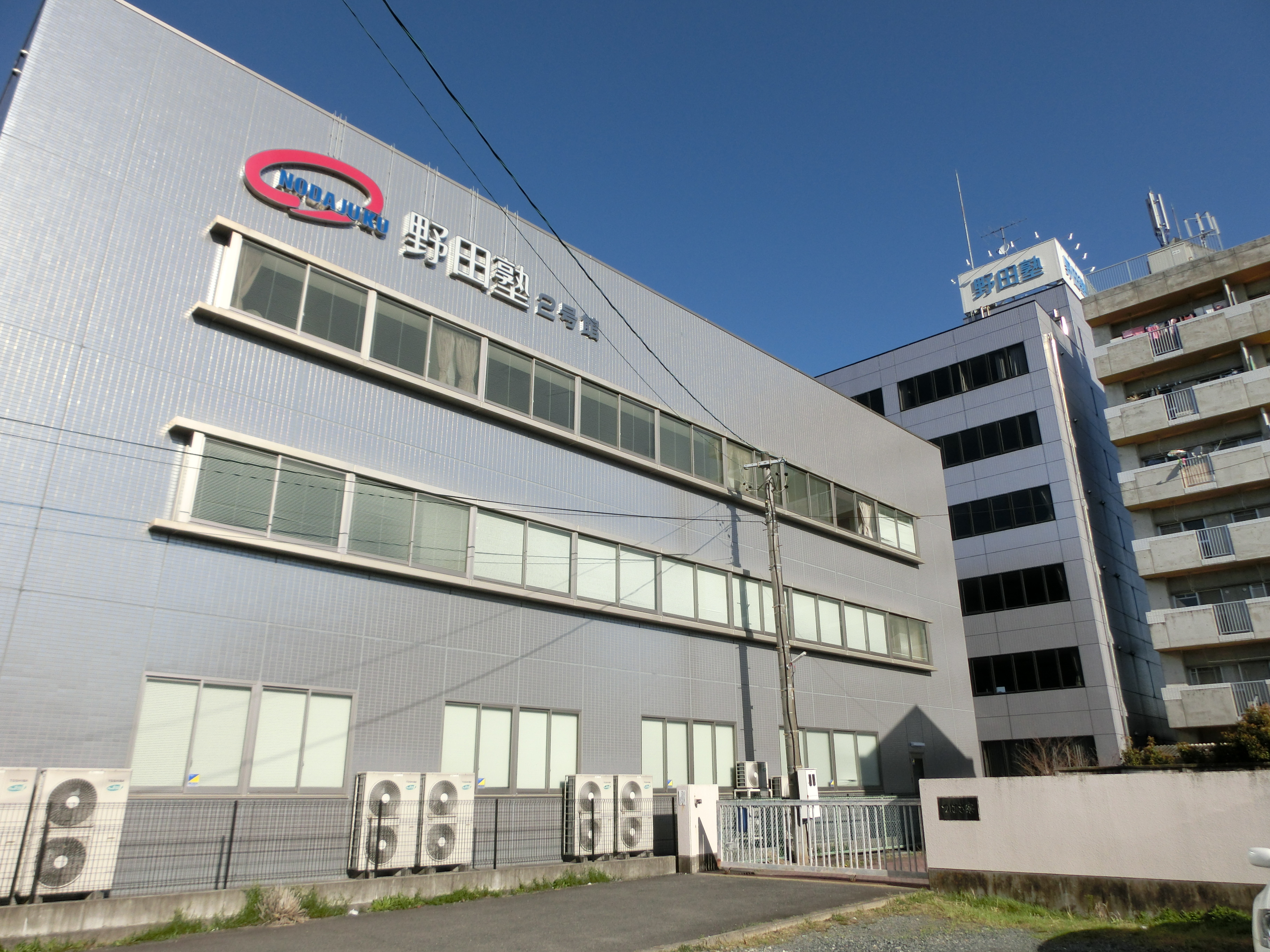
野田塾本社

## 情報・通信

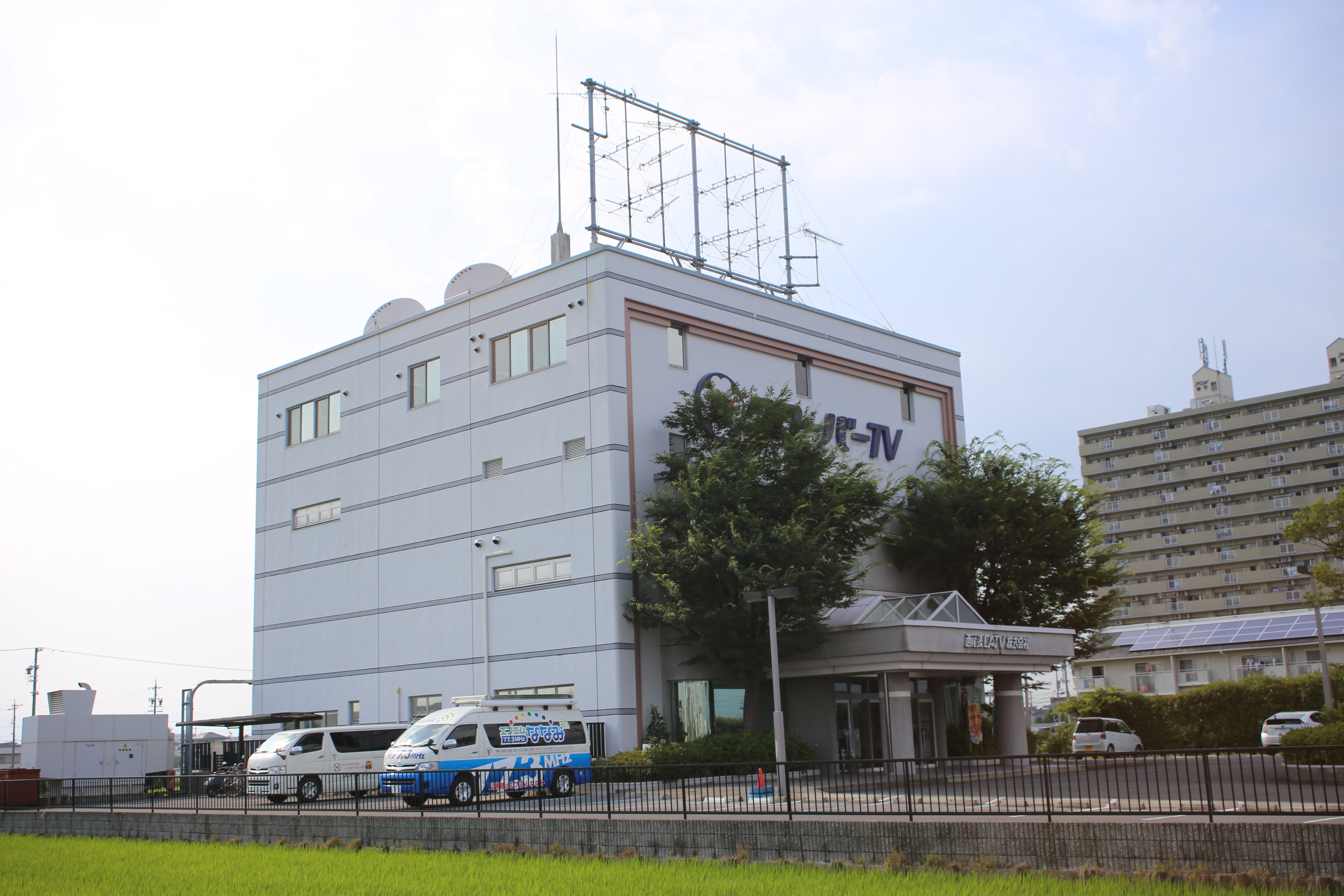
西尾張CATV

### マスメディア

#### 新聞社
- 朝日新聞名古屋本社 津島支局
- 中日新聞 津島通信局
- 読売新聞中部支社 津島サービスセンター

#### 放送局
ケーブルテレビ
西尾張シーエーティーヴィ
FM放送
にしおわりエフエム

## 生活基盤

### ライフライン

#### 電力
- 中部電力
  - 本市を担当する中部電力パワーグリッドの営業所は、本市にある津島営業所である[17]。

#### ガス
- 津島ガス

#### 上下水道
- 愛知県企業庁

#### 電信
- 西日本電信電話（NTT西日本）- NTT西日本-東海（NTTビジネスソリューションズ）

市外局番
- 市外局番は市内全域で0567（津島MA）が用いられる。
  - 市内局番は、主に20番台を使用する。

## 教育

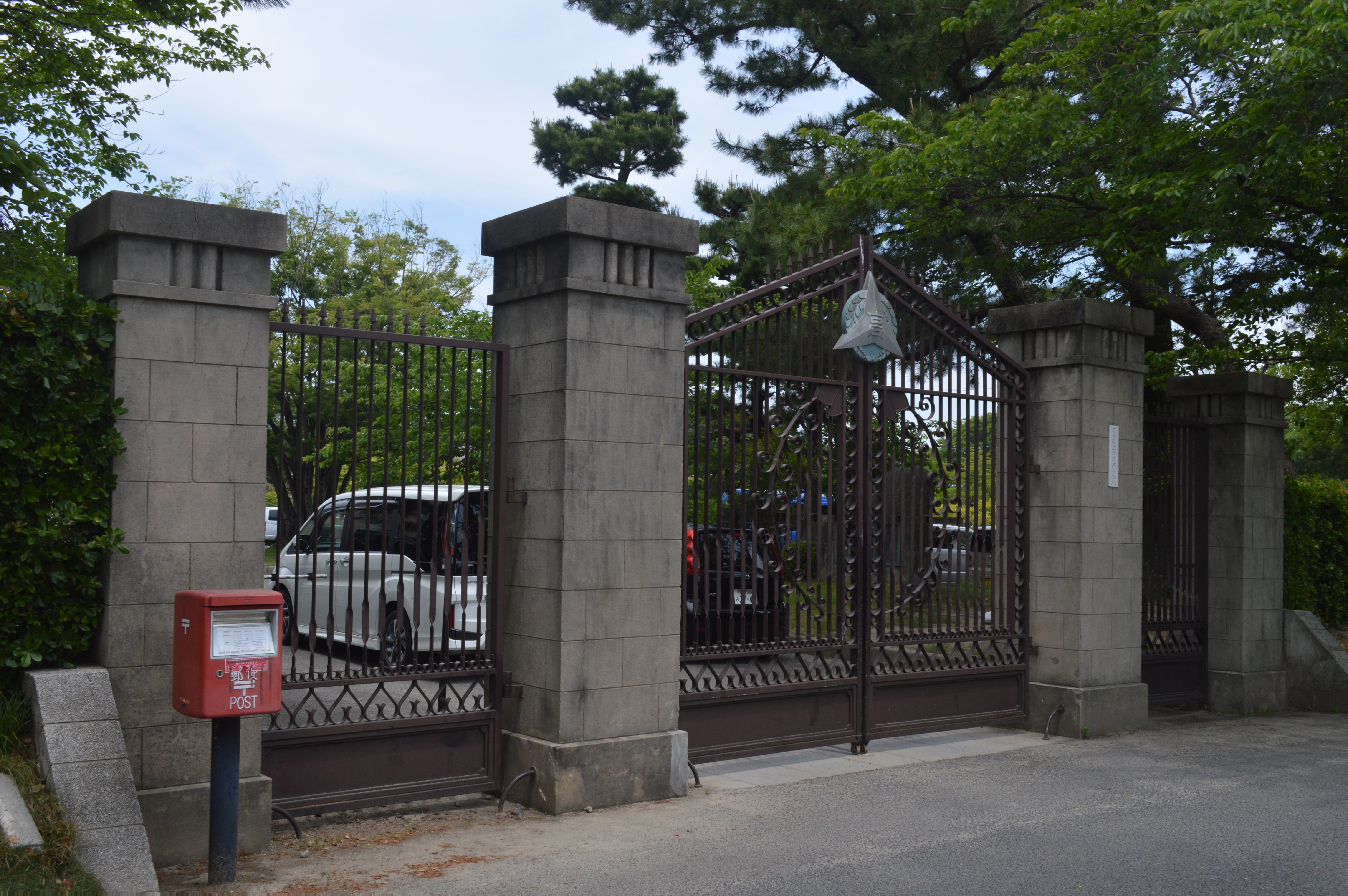
愛知県立津島高等学校

### 専修学校
市立
津島市立看護専門学校

### 高等学校
県立
愛知県立津島高等学校
愛知県立津島北高等学校
愛知県立津島東高等学校
愛知県立津島北翔高等学校 - 2025年4月開校。

### 中学校
市立
津島市立天王中学校
津島市立藤浪中学校
津島市立神守中学校
津島市立暁中学校

### 小学校
市立
津島市立東小学校
津島市立西小学校
津島市立南小学校
津島市立北小学校
津島市立神守小学校
津島市立蛭間小学校
津島市立高台寺小学校
津島市立神島田小学校

### 自動車学校
- 津島自動車学校
- あさひ自動車学校

## 交通

### 鉄道
市の中心となる駅：津島駅
名古屋鉄道（名鉄）
- 津島線：津島駅 - （愛西市） - 青塚駅
- 尾西線：津島駅

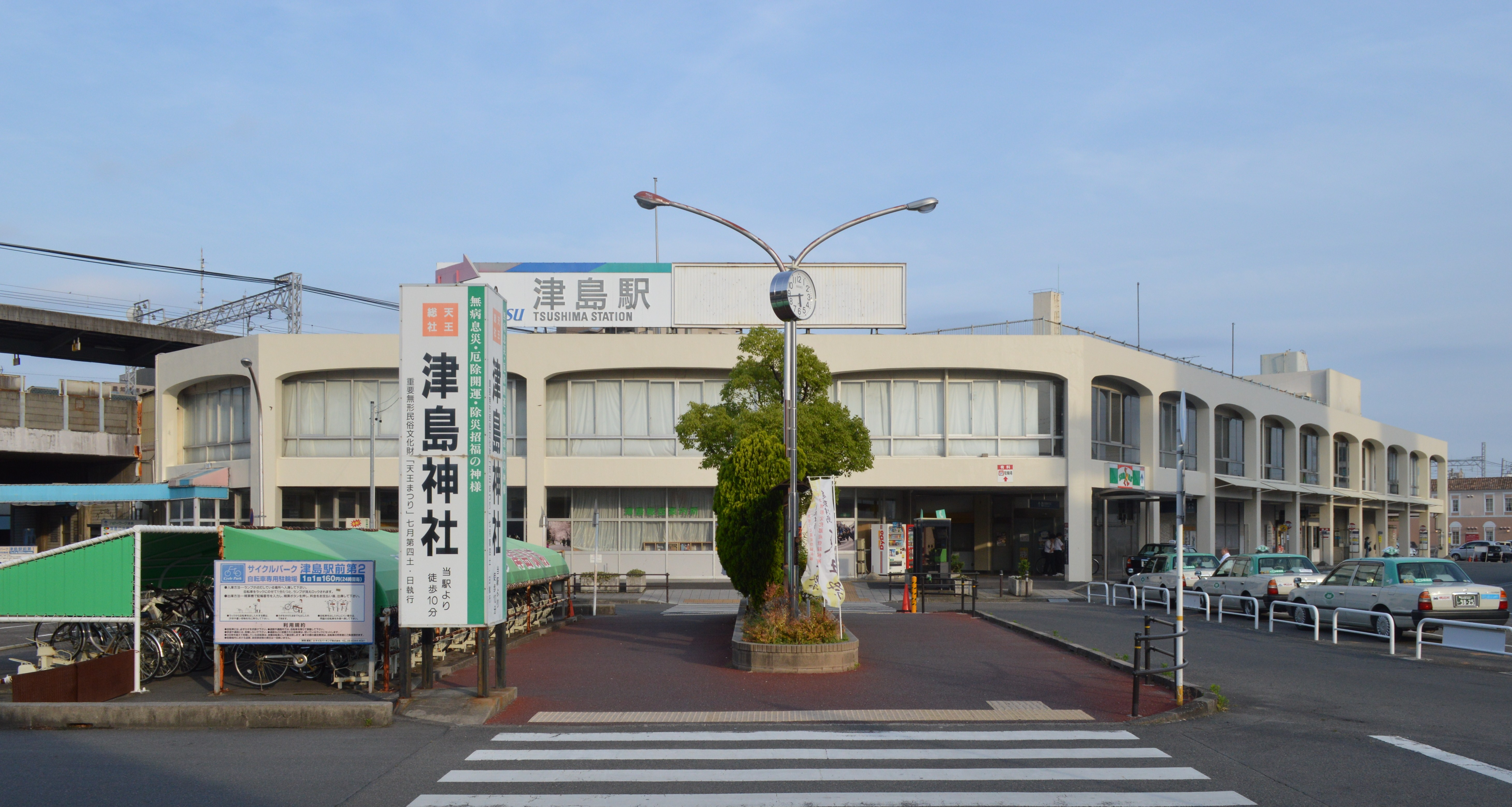
津島駅
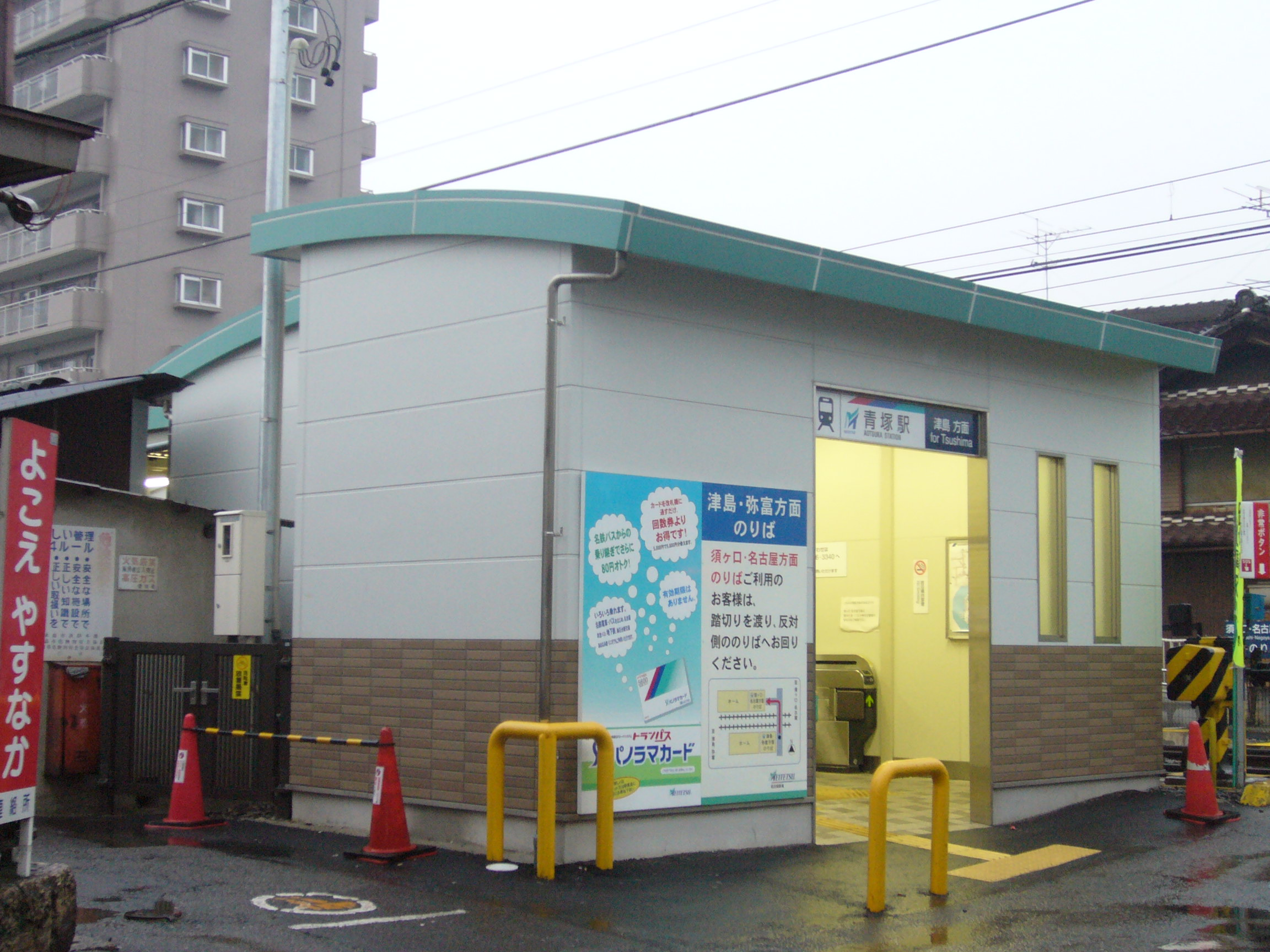
青塚駅

### バス

#### 路線バス
コミュニティバス
- 津島市ふれあいバス

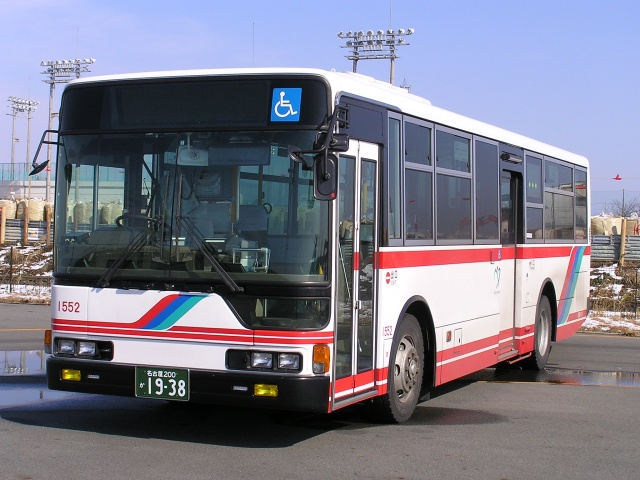
名鉄バス
- 名鉄バス津島営業所
  - 安松線
  - 岩塚線

### 道路

#### 高速道路
- 東名阪自動車道（津島市内にICはなし。最寄りのICは､蟹江ICまたは弥富ICである。）

#### 国道
- 国道155号

#### 県道
主要地方道
- 愛知県道8号津島南濃線
- 愛知県道40号名古屋蟹江弥富線
- 愛知県道65号一宮蟹江線（西尾張中央道）
- 愛知県道68号名古屋津島線
- 愛知県道79号あま愛西線

一般県道
- 愛知県道113号鹿伏兎大井線
- 愛知県道114号津島蟹江線
- 愛知県道115号津島七宝名古屋線
- 愛知県道118号津島停車場今市場線
- 愛知県道119号津島立田海津線
- 愛知県道120号津島海津線
- 愛知県道121号津島稲沢線
- 愛知県道125号佐屋多度線
- 愛知県道129号一宮津島線
- 愛知県道138号津島停車場線
- 愛知県道458号一宮弥富線
- 愛知県道516号平和蟹江線
- 愛知県道518号蜂須賀白浜線

### ナンバープレート
- 車検証の住所（使用者）が本市の自動車には、他の海部地域と同じく名古屋ナンバーが交付される。

## 名所・旧跡・観光スポット

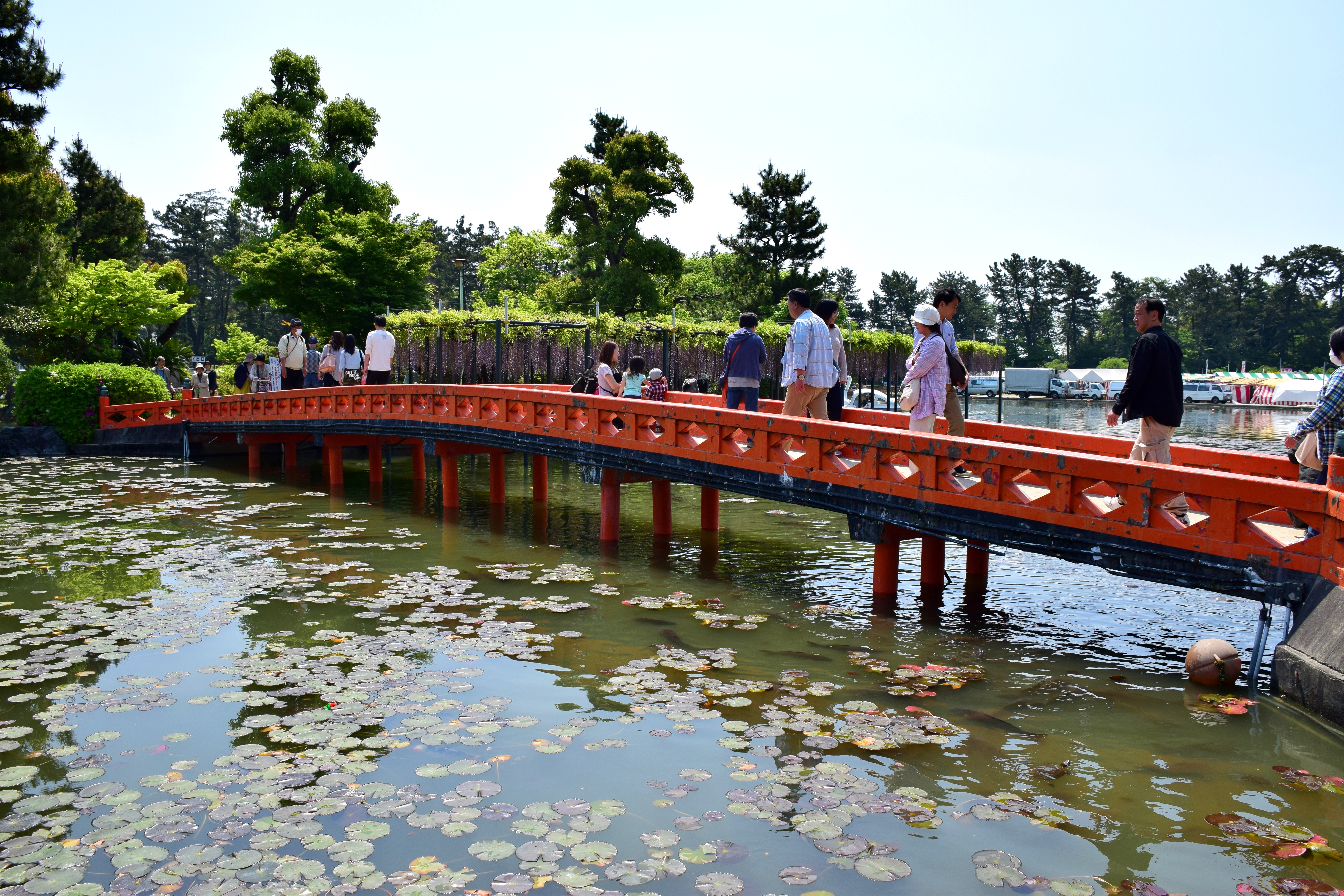
天王川公園

### 名所･旧跡
城郭
- 奴野城跡（ぬのや）- 現西方寺の立つ場所にあった城。第三次長島一向一揆の織田軍の拠点として使われた。

街道
- 佐屋街道 - 江戸時代に作られた街道。
  - 神守宿 - 佐屋街道の宿場町。
  - 神守一里塚 - 佐屋街道で唯一現存する一里塚。「津島の大ムク」として知られる。
  - 神守本陣跡
  - 神守代官所跡 - 1783年（天明3年）から1803年（享和3年）まで設置されていた尾張藩の代官所。

- 津島神社門前町の街並み
- 津島市観光交流センター（旧津島信用金庫本店） - 登録有形文化財。
- 堀田家住宅 - 重要文化財。
- 氷室佐大夫住居

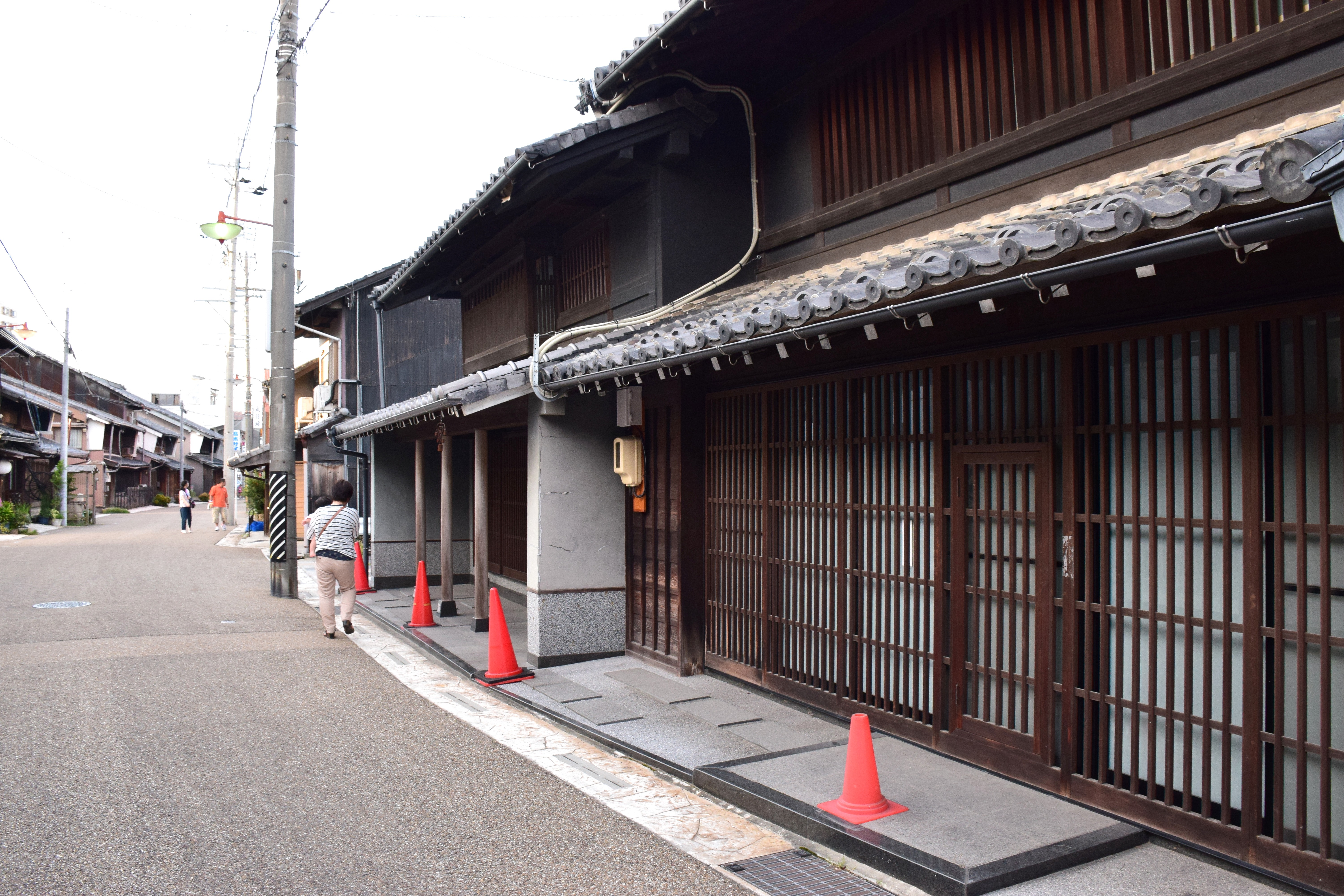
津島神社門前町
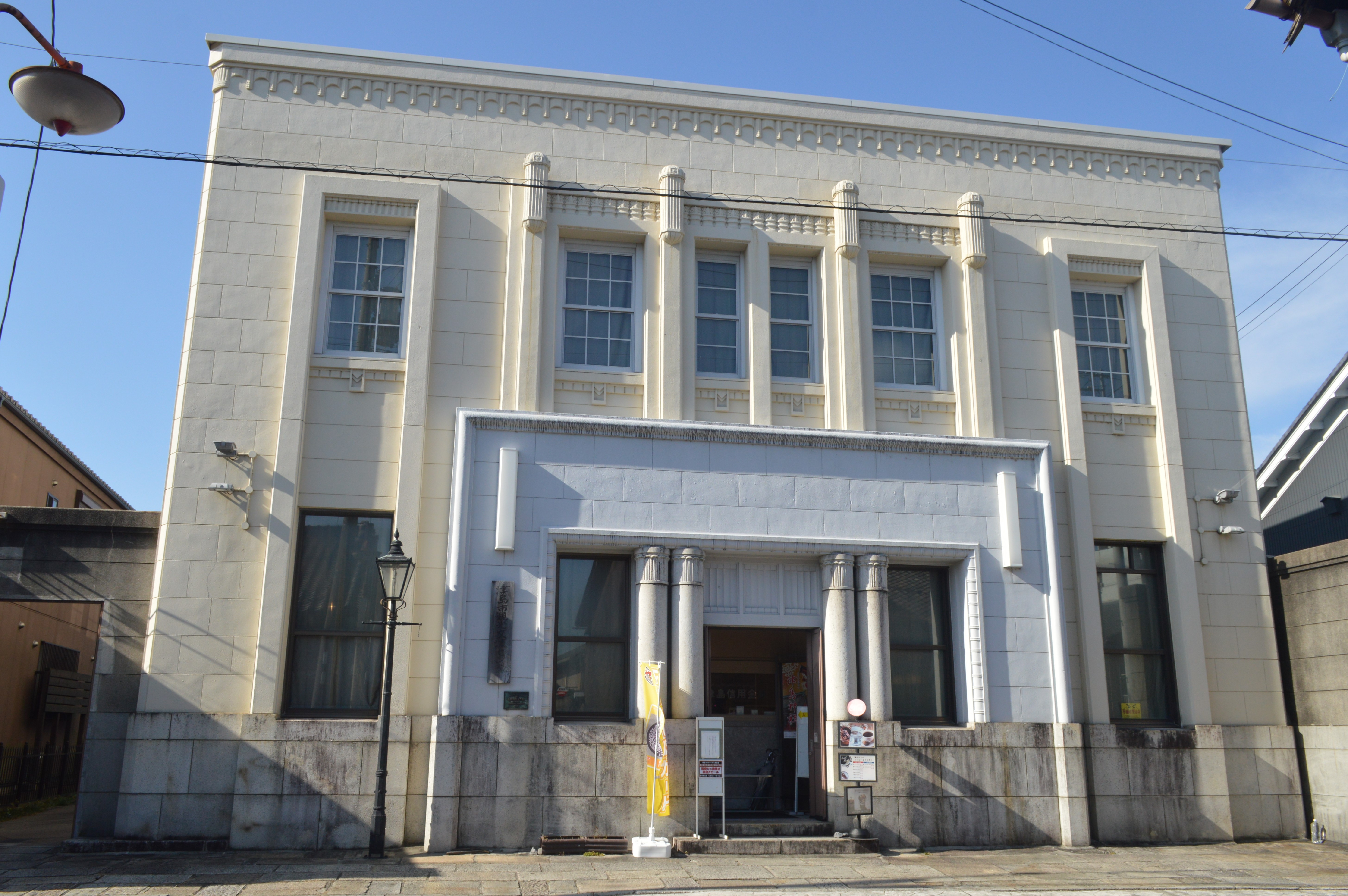
津島市観光交流センター
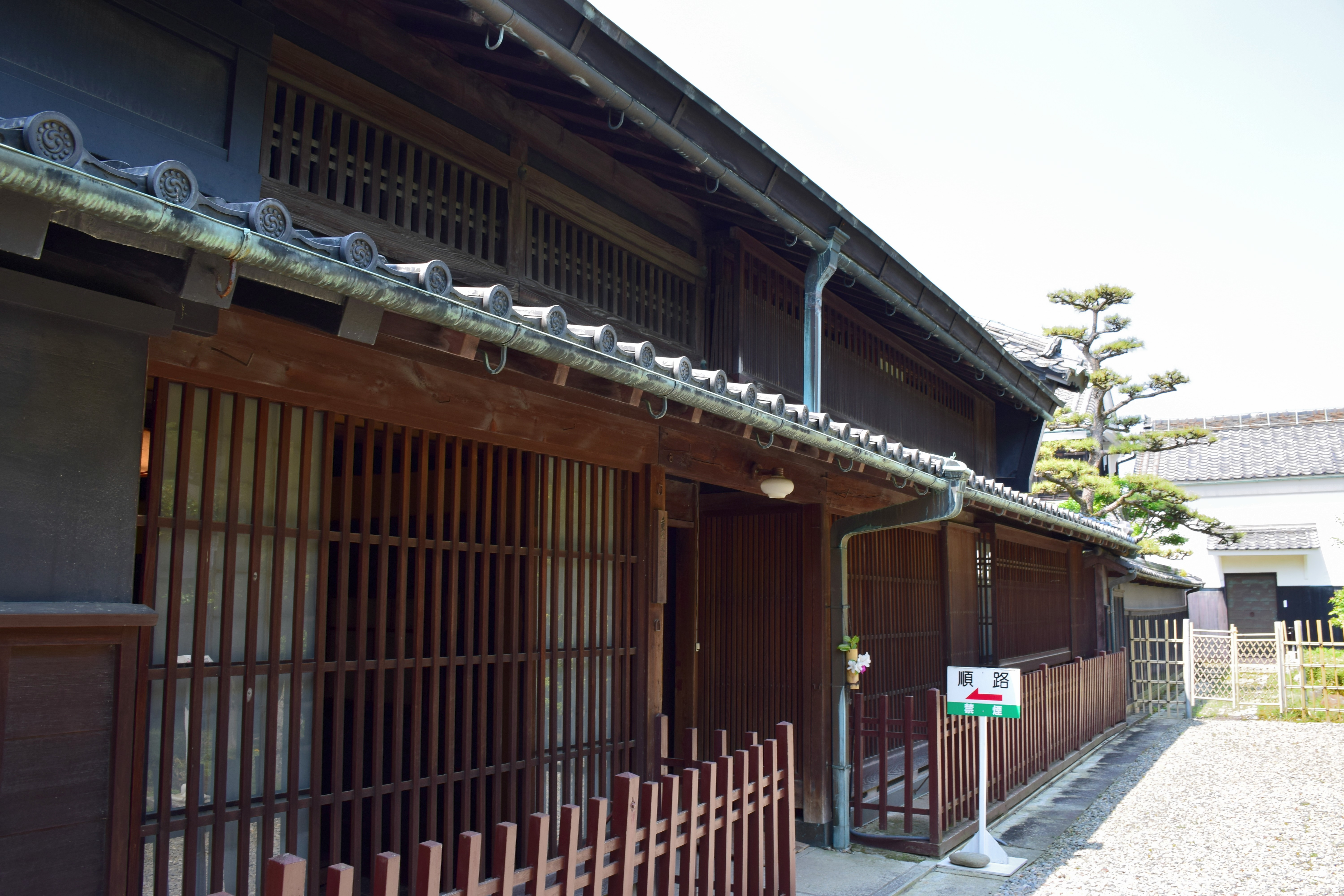
堀田家住宅
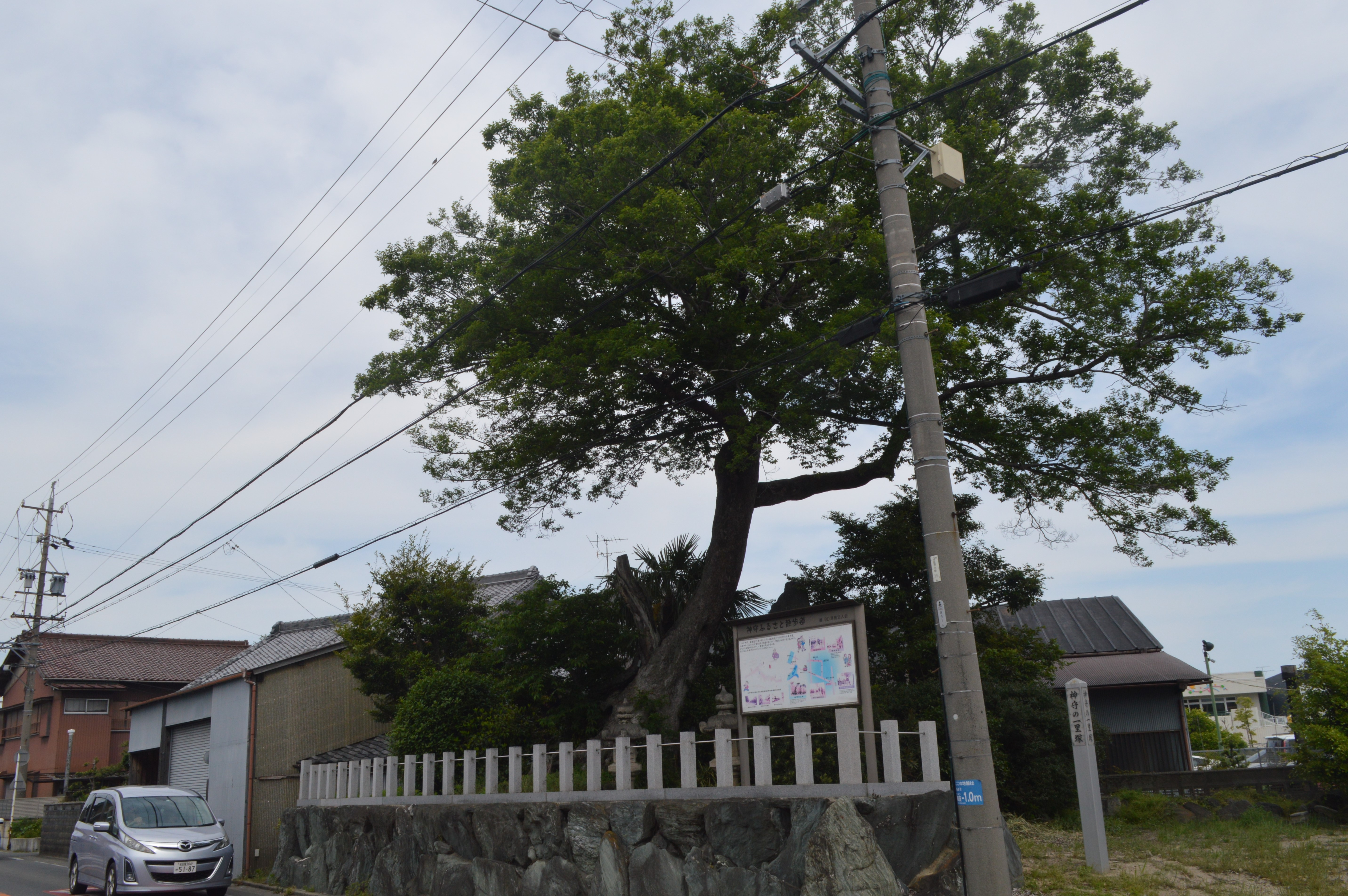
佐屋街道神守一里塚

神社
- 津島神社 - 全国に約3千社ある津島神社・天王社の総本社

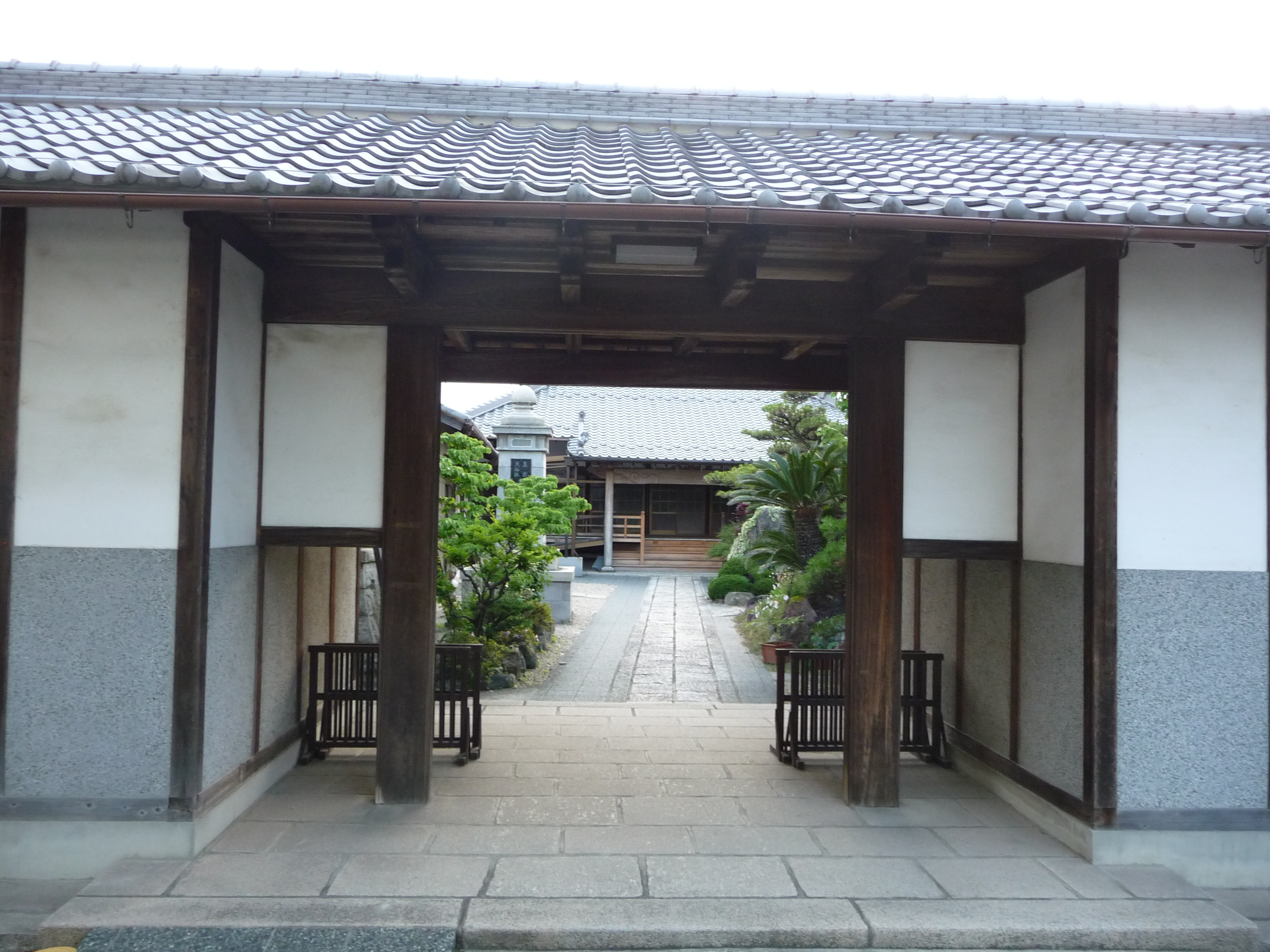
安託寺の山門
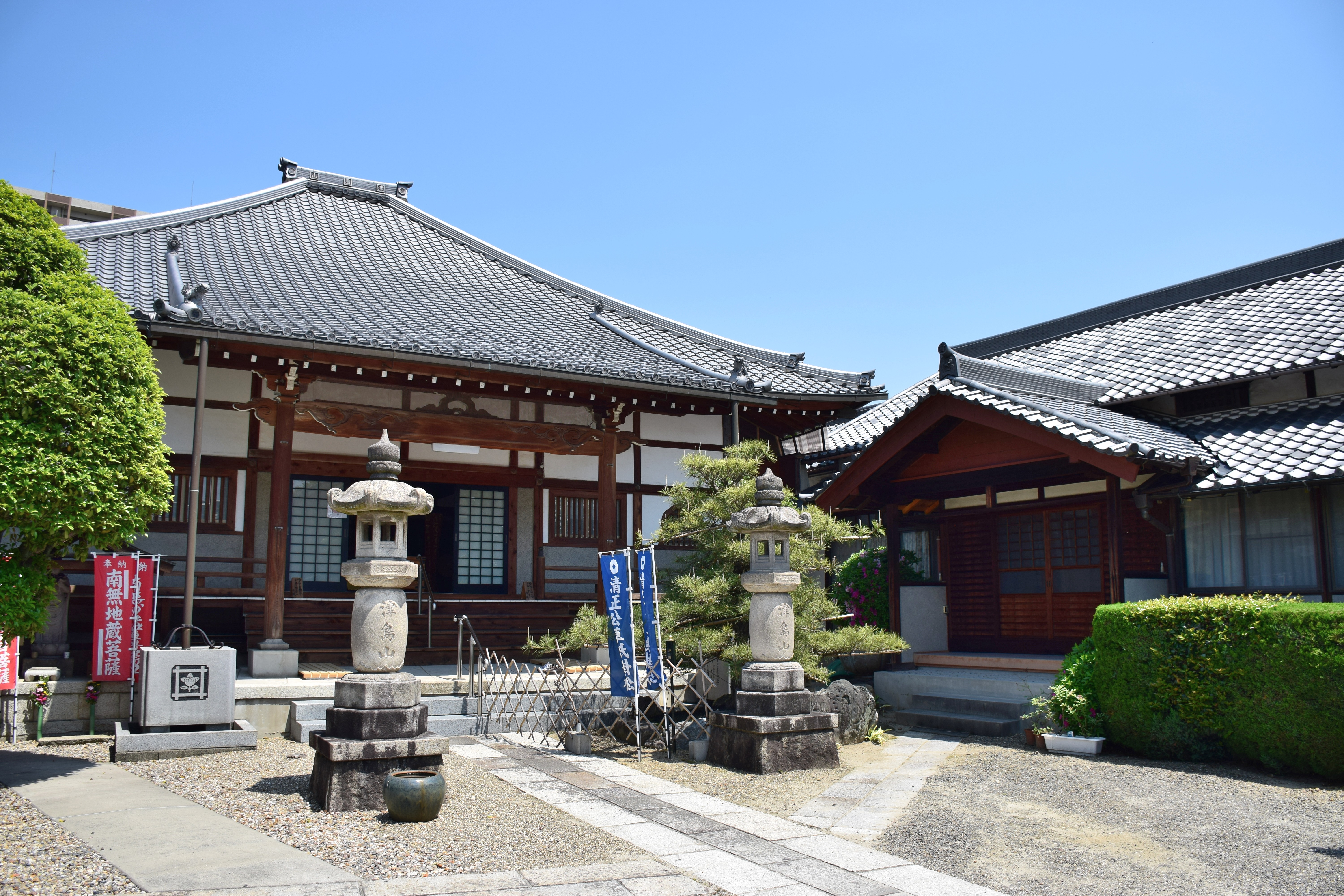
妙延寺
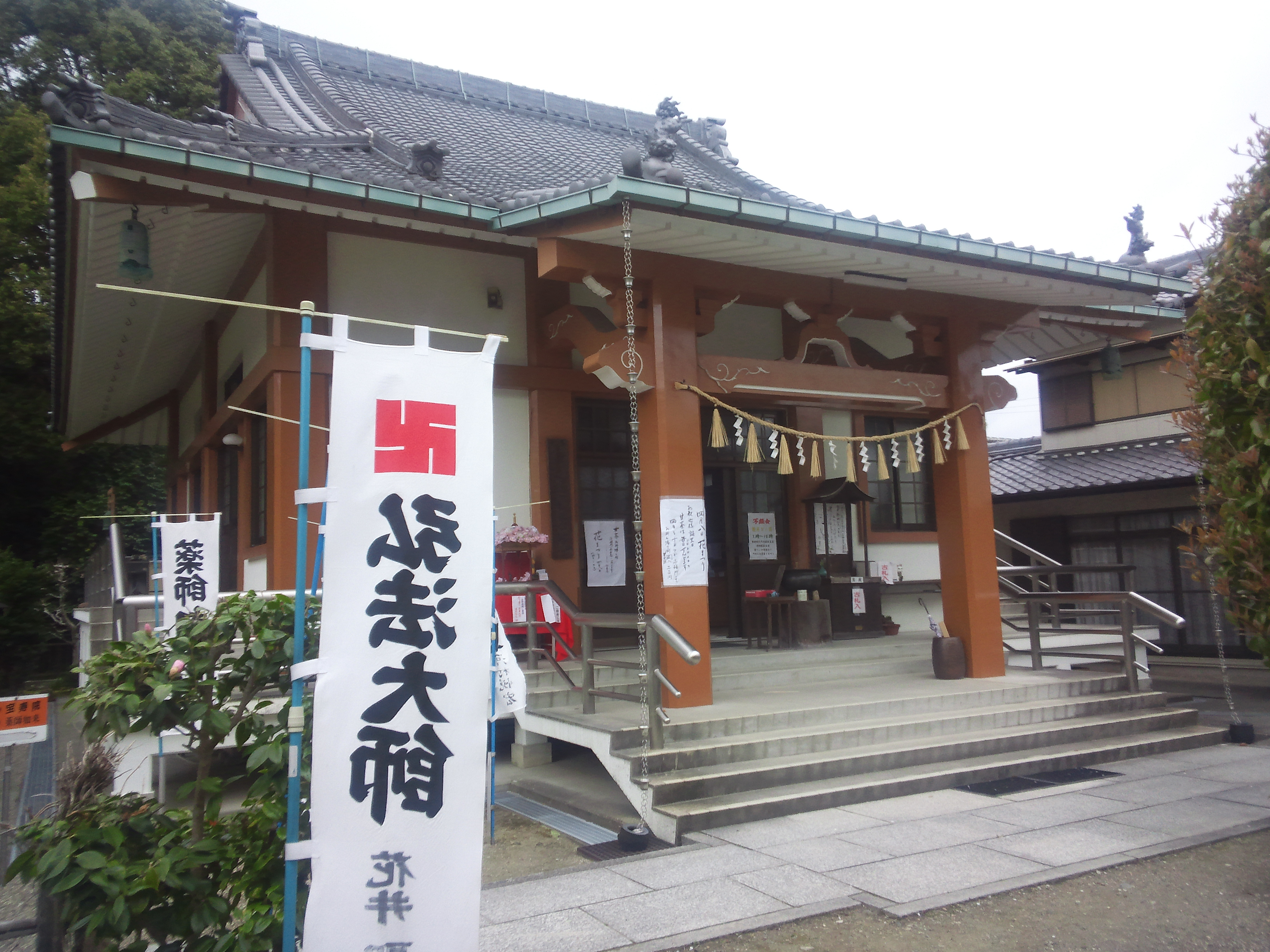
宝寿院
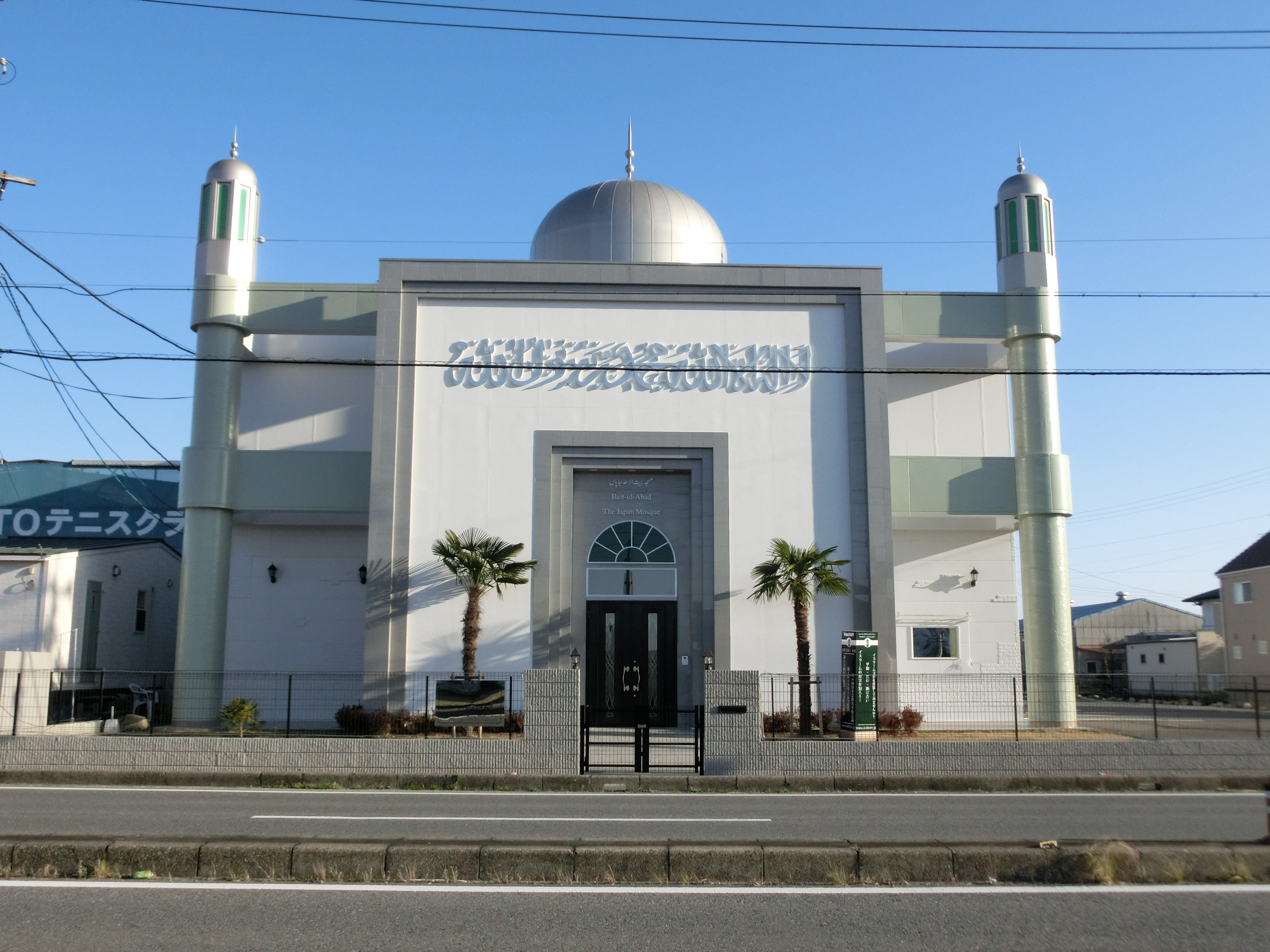
アフマディーヤモスク

- 秋葉神社
- 愛宕神社
- 憶感神社 - 式内社

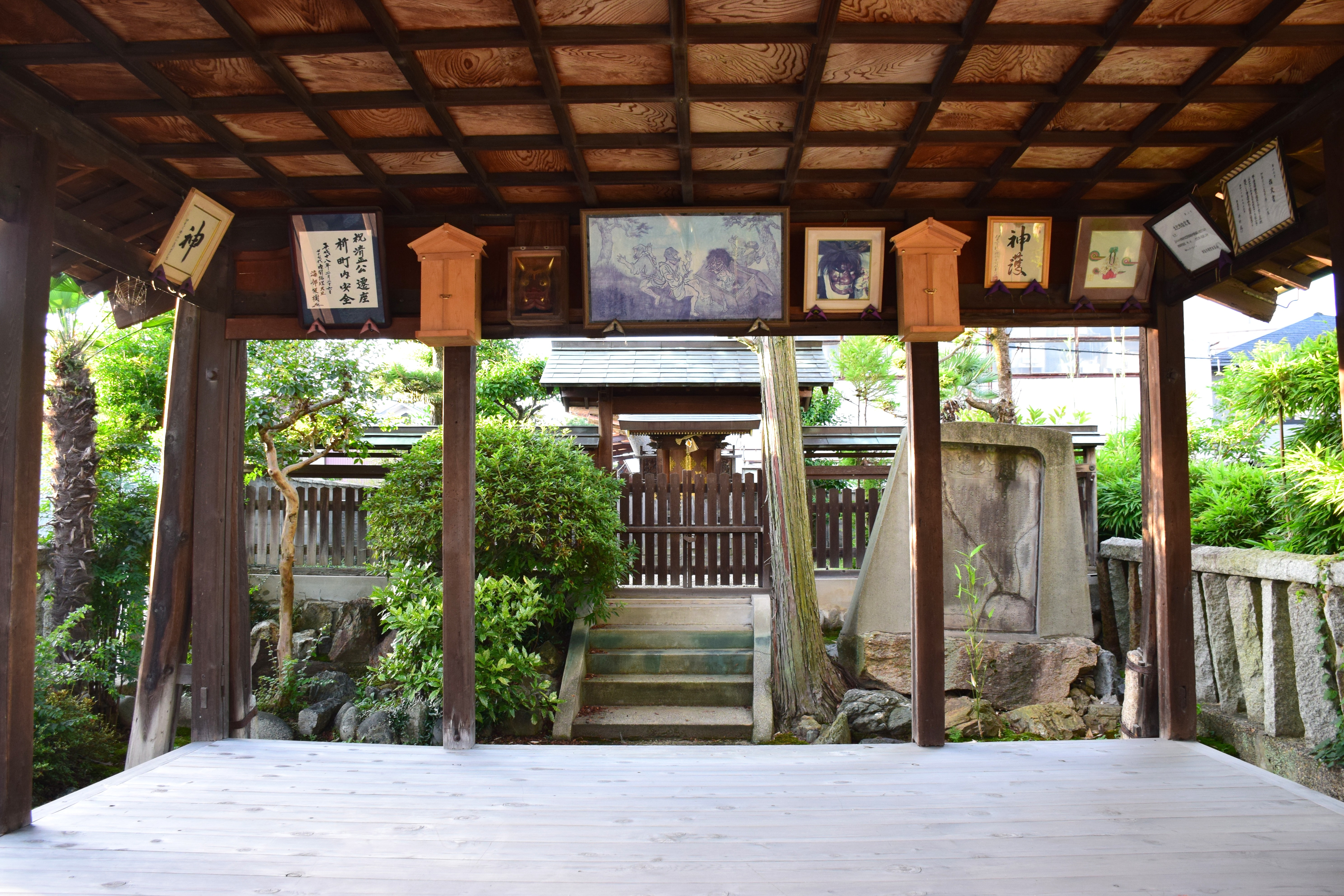
清正公社
- 幸野神社
- 穂歳神社
- 日吉神社

- 清正公社

寺院
- 安託寺
- 雲居寺 - 服部一忠の菩提寺
- 延命禅寺
- 観音寺
- 吉祥寺
- 教津坊
- 浄顕寺
- 貞寿寺
- 弘浄寺
- 興禅寺
- 西福寺
- 西方寺
- 三月寺
- 浄橋寺
- 浄光寺
- 正楽寺
- 常楽禅寺
- 善福寺
- 宗念寺
- 大龍寺
- 賓泉寺
- 不動院
- 宝寿院
- 妙延寺 - 加藤清正公手習いの寺子屋
- 瑠璃光寺
- 蓮慶寺

モスク
- アフマディーヤモスク

- 安託寺の山門
- 妙延寺
- 宝寿院
- アフマディーヤモスク

津島市内に約150近くの寺院・神社がある。

### 観光スポット
公園
- 天王川公園
- 東公園
- 市民の森
- 海西公園

文化・娯楽施設
- 池須温泉 - 温泉入浴施設
- ジャパンレンタカー津島店 (カラオケ店併設)
- シダックス津島駅前クラブ
- 津島市文化会館
- TOHOシネマズ津島 - ヨシヅヤ津島本店に直結する映画館
- サンガーデン (ボウリング場)
- 日帰り温泉湯楽

## 文化・名物

### 祭事・催事
主な祭事
- 尾張津島天王祭

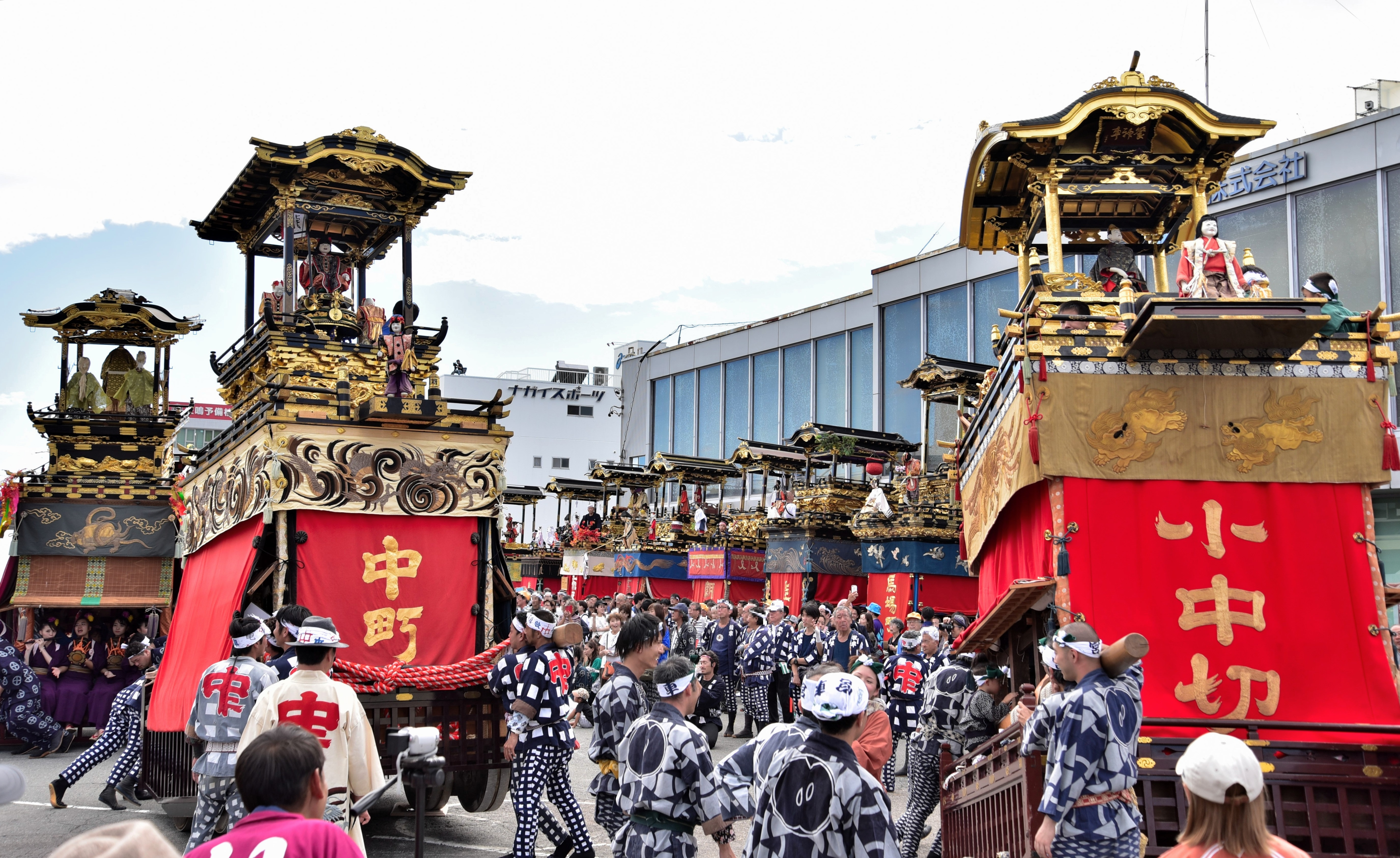
津島秋まつり

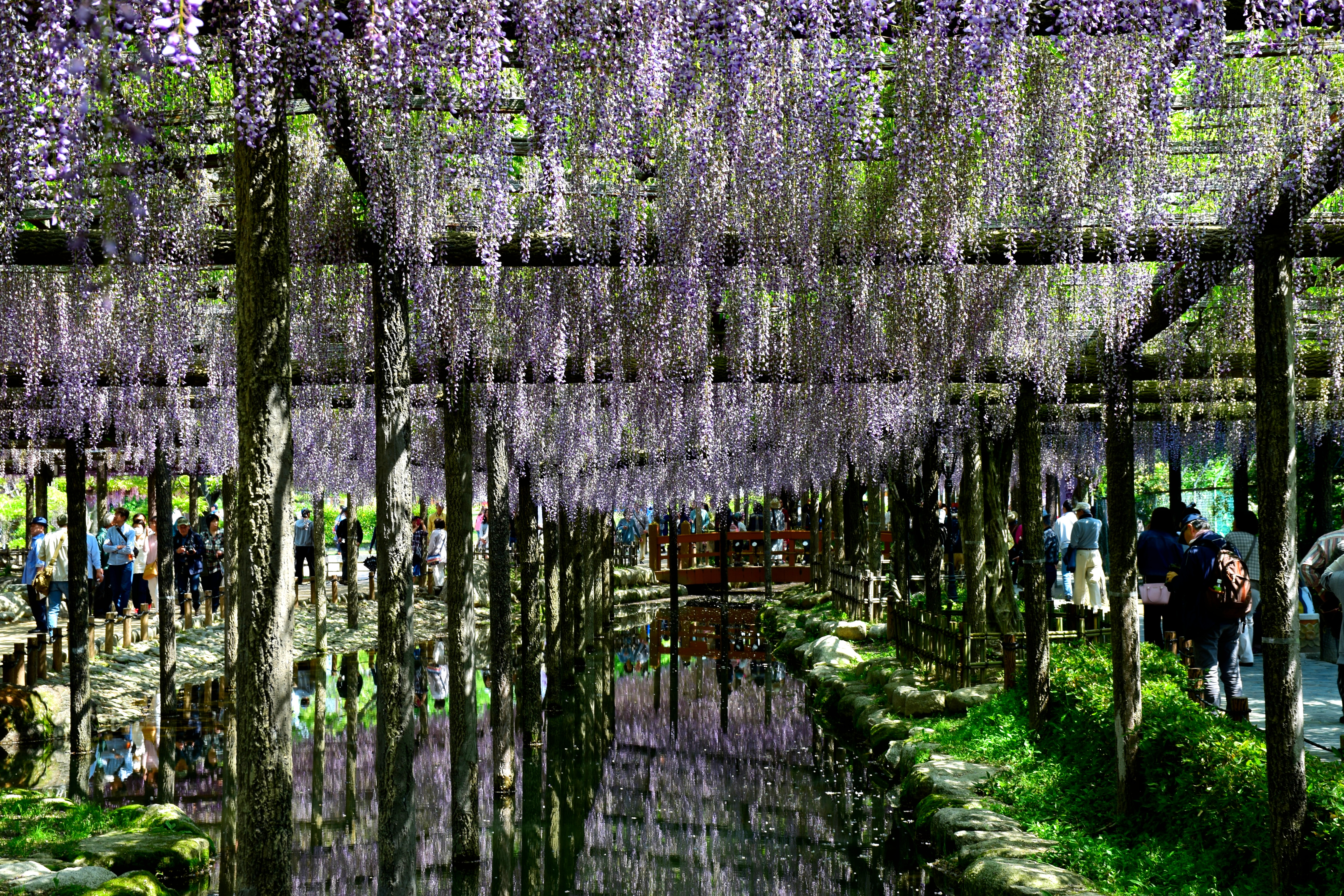
尾張津島藤まつり

  - 日本三大川祭のひとつとされ、「尾張津島天王祭の車楽舟行事」は重要無形民俗文化財に指定されている。
  - 2016年（平成28年）12月1日には「山・鉾・屋台行事」としてユネスコの無形文化遺産に登録された。

主な催事
- 尾張津島秋まつり
  - 山車（16輌）、石採祭車（4輌）、神楽（21基）が町を練り歩く祭り。

### 名産・特産
- あかだ・くつわ（菓子）
- 麩まんじゅう（饅頭）

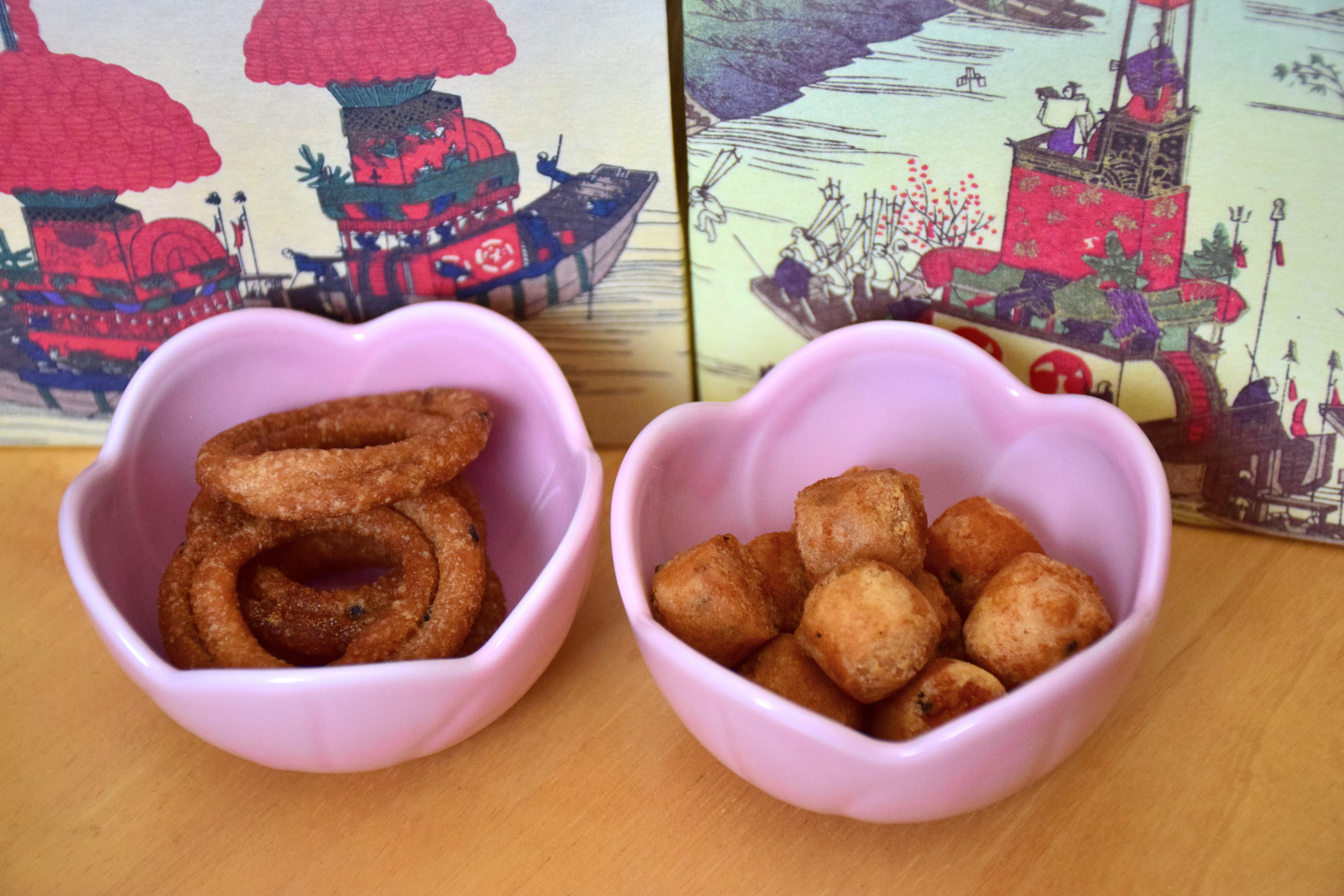
左が「くつわ」で、右が「あかだ」
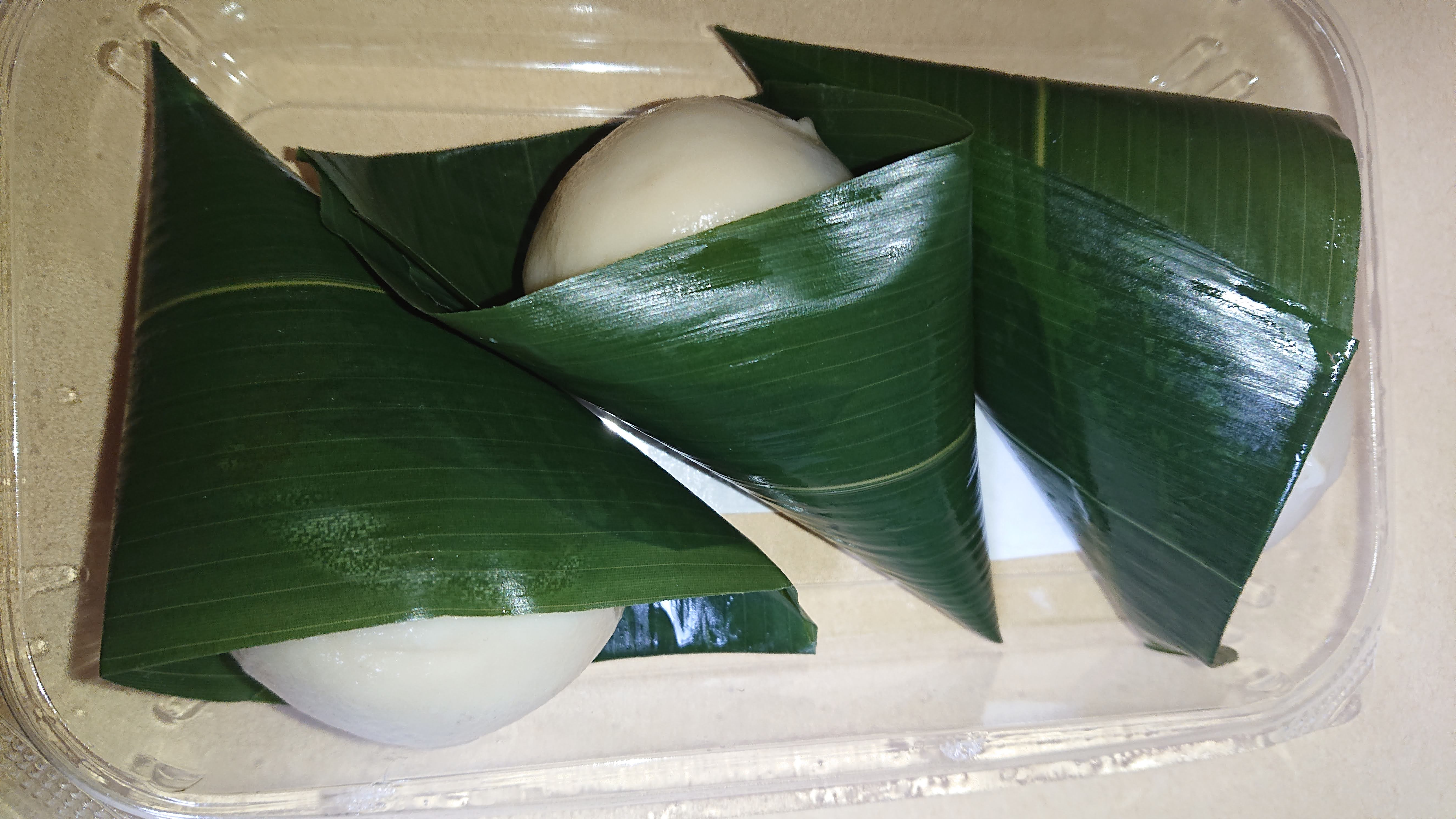
麩まんじゅう

## 出身関連著名人

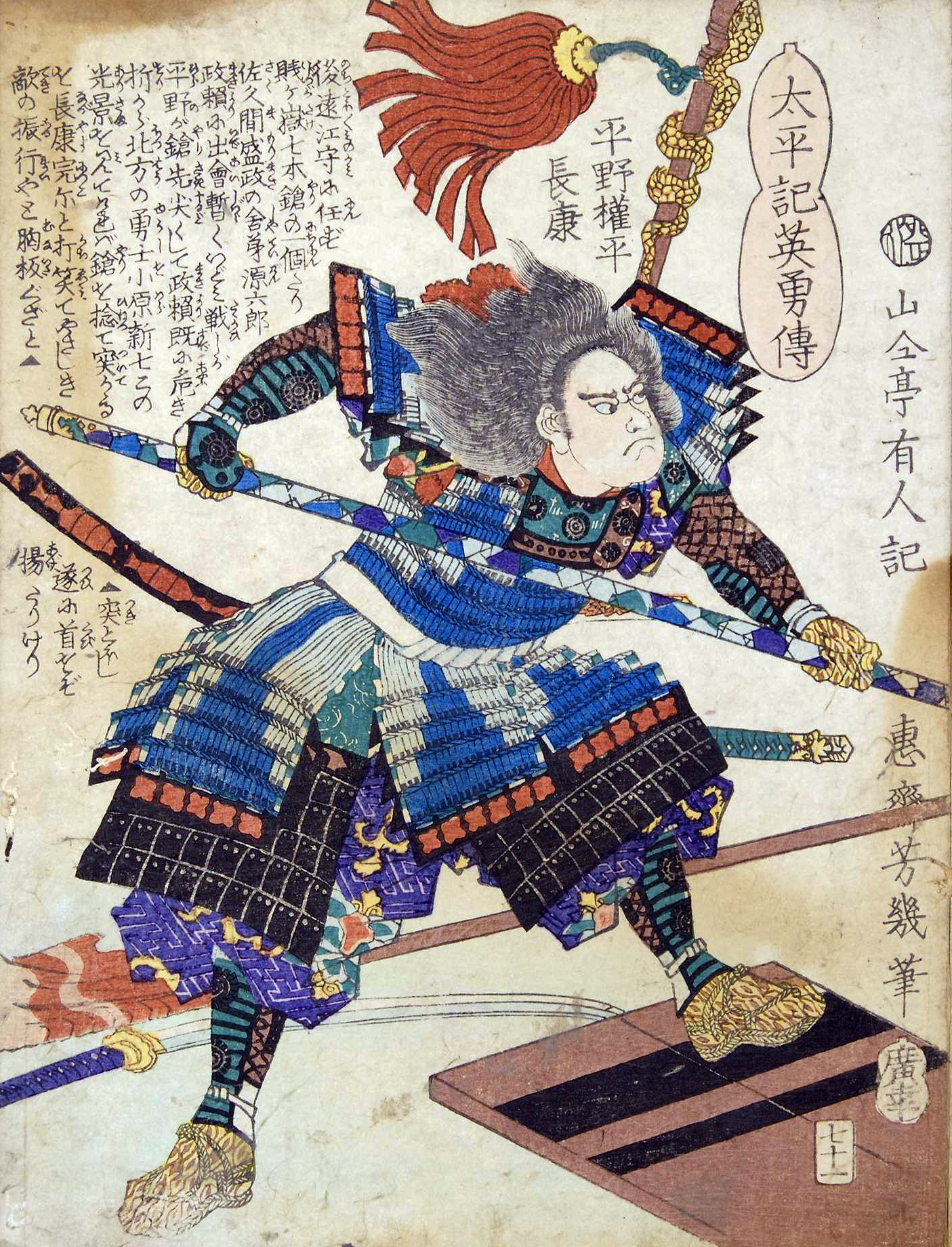
平野長泰

### 出身者
- 平野長泰 - 武将。田原本藩藩祖。賤ヶ岳の七本槍の一人。
- 加藤喜右衛門 - 政治家。衆議院議員。
- 中島真也 - 技術者。パロマ代表取締役社長。
- 那須政隆 - 仏教学者。
- 高木藤太郎  - 地家主。
- 武藤長蔵  - 経済学者・歴史家。
- 野口米次郎 - 詩人。芸術家イサム・ノグチの父。
- 大鹿卓 - 小説家・詩人。
- 金子光晴 - 詩人。
- 杉浦兼松  - 医学博士。
- 山中龍夫 - 宇宙科学研究者。
- 水谷麻里 - 歌手。
- 平田香織 - 歌手・ローカルタレント・ファッションモデル。
- 八木亮祐 - プロ野球選手。
- 前田裕子/HIRO - 歌手。ketchup mania。
- 安穂野香 - 歌手。
- 鶴美舞夕 - 宝塚歌劇団星組男役。
- 平沢隆好 - プロ野球選手。
- 内田雅章 - 実業家・作家・講演家・「学生新聞」創設者
- 木谷雅  - ミュージシャン。sacraヴォーカル・サイドギター。
- 小杉研太  - プロレスラー。
- 神野大地 - 陸上競技（長距離走・マラソン）選手。通称「三代目・山の神」。
- 安部康二郎 - 俳優。
- 幅允孝 - 選書家、ブックディレクター、編集者。
- 高山清司 - ヤクザ。六代目山口組若頭。
- 今井大湧 - パラアスリート
- 宮澤蓮斗 - プロボクサー
- 水谷瞬 - プロ野球選手、北海道日本ハムファイターズ所属
- 柳本理乃 - フリースタイルスキー選手（モーグル）

### ゆかりのある人物
- 高木益太郎 - 弁護士、尾西鉄道社長、東京府選出の衆議院議員。父が津島出身である。
- 加藤清正 - 戦国武将、賤ヶ岳七本槍の一人。幼少期を津島で過ごす。
- 杉本健吉 - 洋画家、イラストレーター。幼少期を津島市で過ごす。
- 山本麻衣 - プロバスケットボール選手。津島市立藤浪中学校出身

### キャラクター
- つし丸
- マッキー
- ふじか

## 津島市を舞台とした作品

### 小説・ライトノベル
- 『世界で2番目におもしろいライトノベル。』（石原宙）